# León–La Coruña-vasútvonal
A León–La Coruña-vasútvonal egy 428,2 km hosszúságú, kétvágányú, 3 kV egyenárammal villamosított, 1668 mm nyomtávolságú vasútvonal León és La Coruña között.
Tulajdonosa az ADIF, a járatokat a RENFE üzemelteti.

## Képgaléria

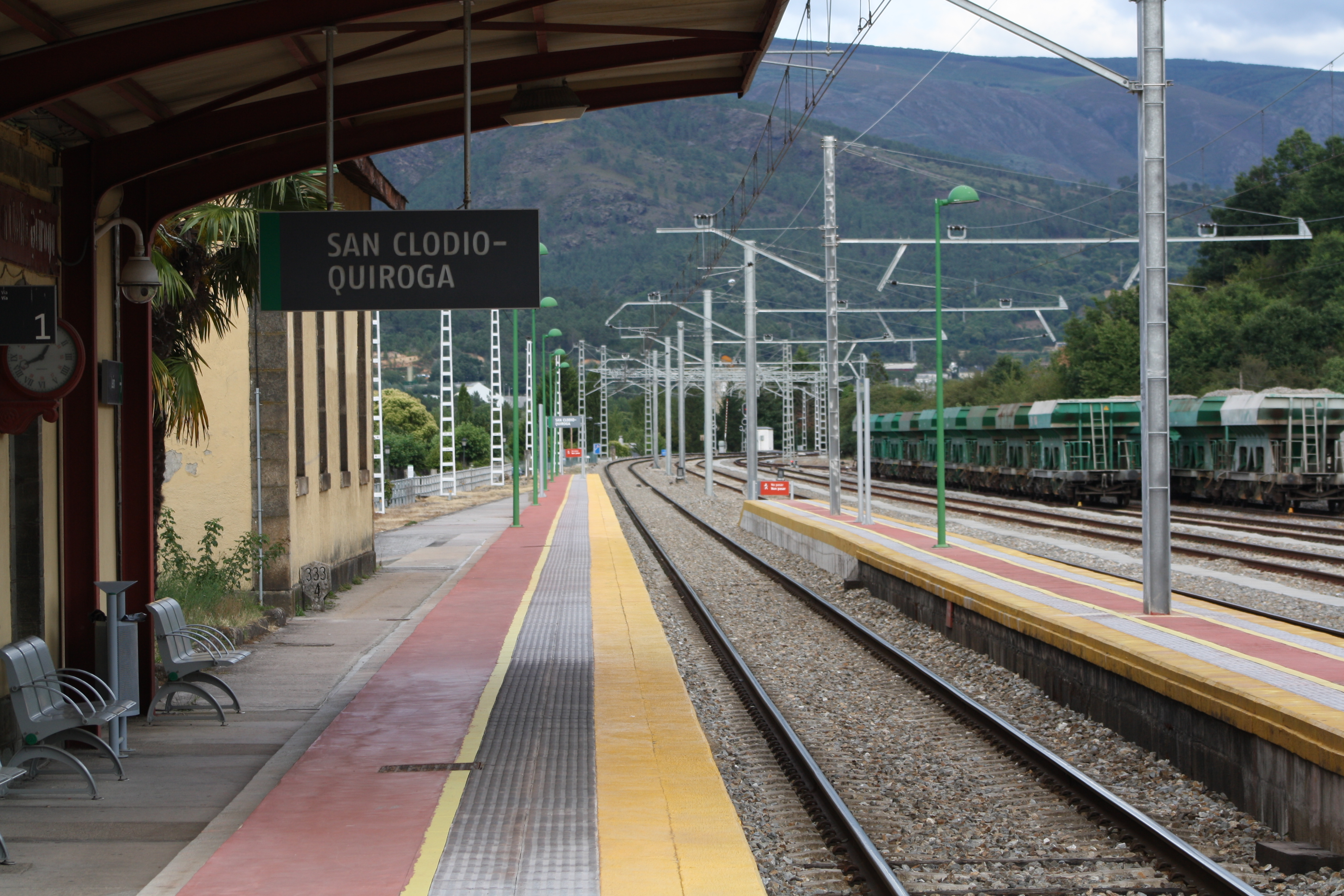
Estación de San Clodio-Quiroga. 05-07-2014.
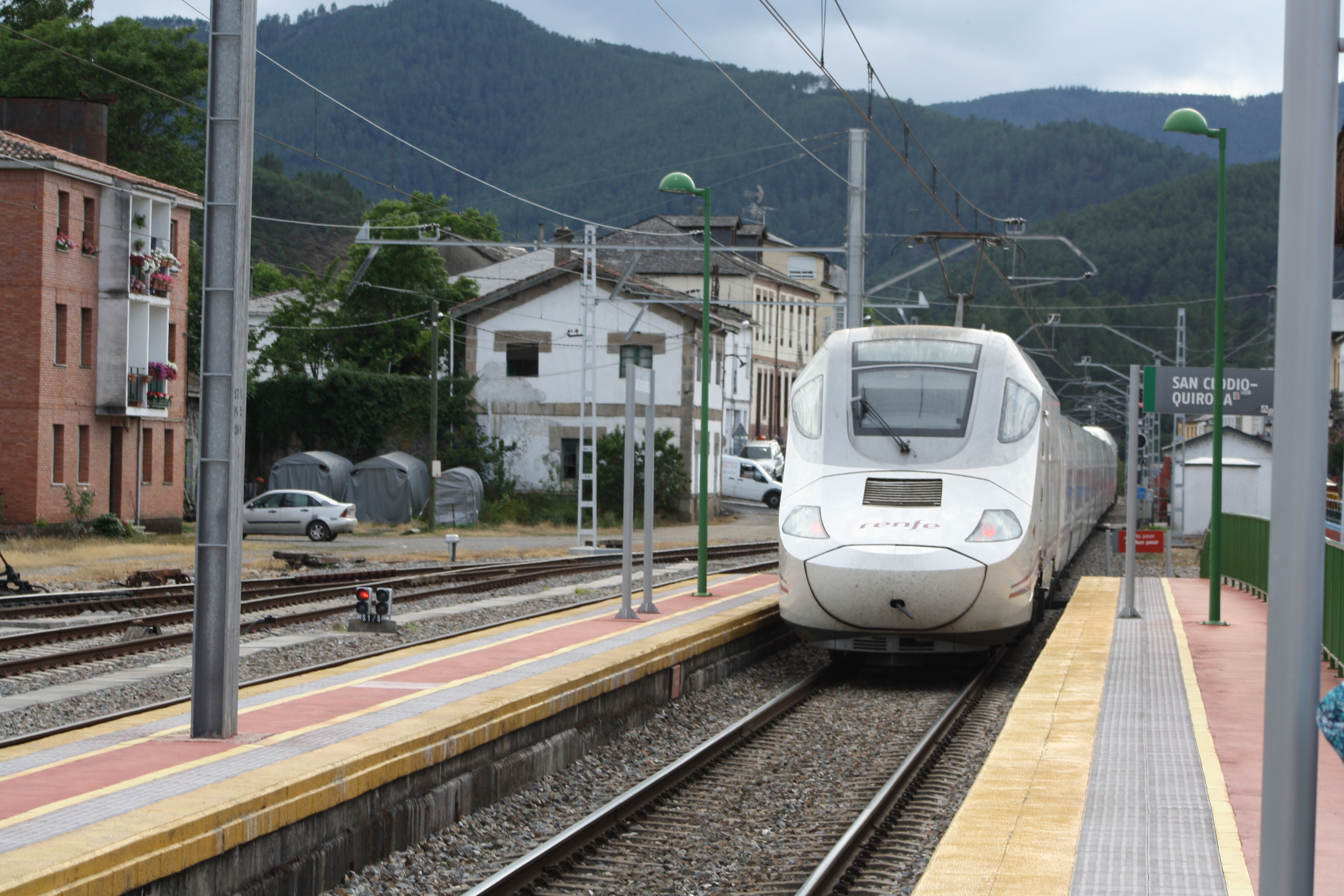
Una unidad de la serie 120 de Renfe Operadora en la estación de ferrocarril de San Clodio - Quiroga. 05-07-2014.
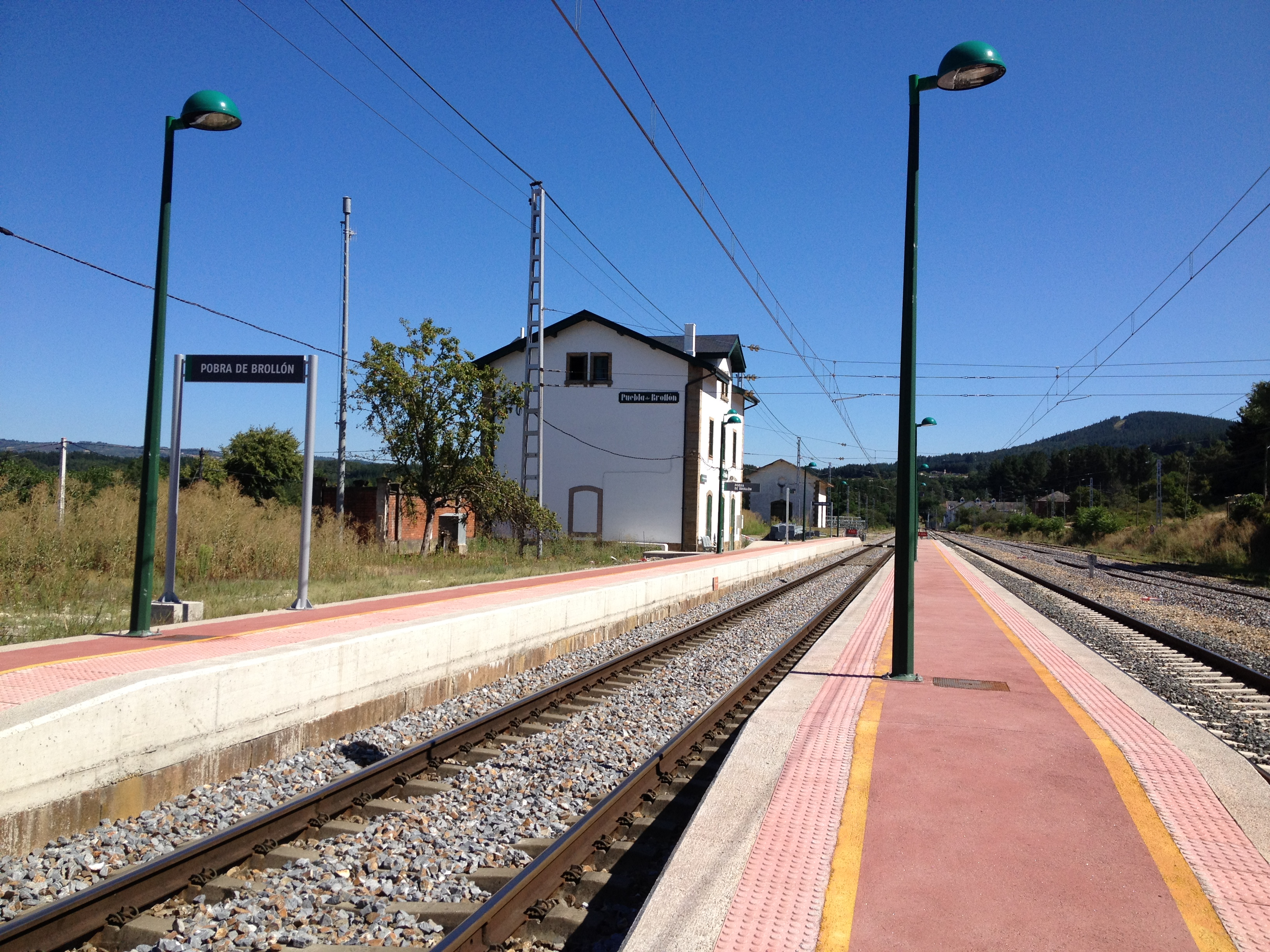
Estación de Puebla de Brollón. 21-08-2012.
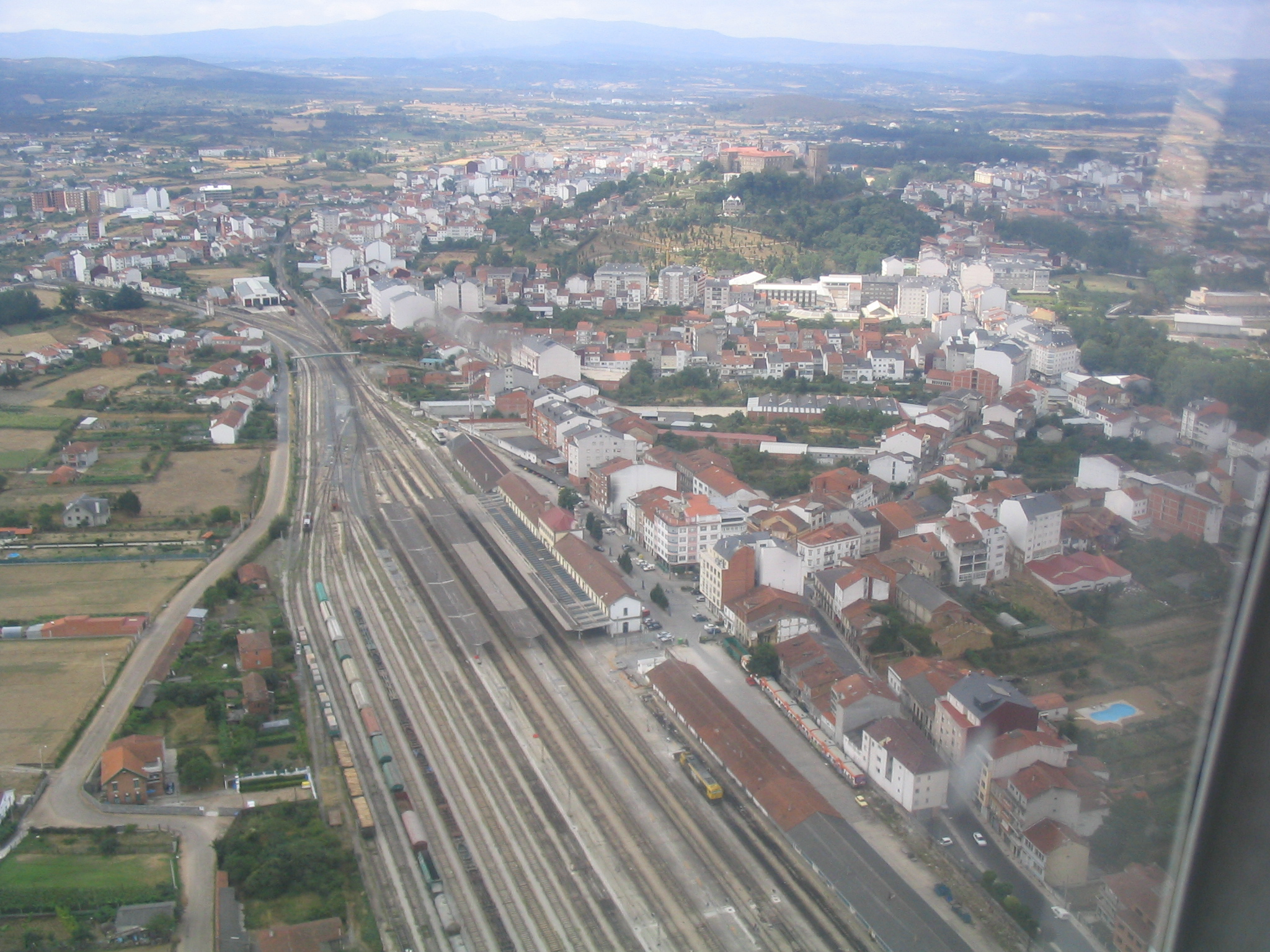
estación de Monforte de Lemos 2005-ben a levegőből.
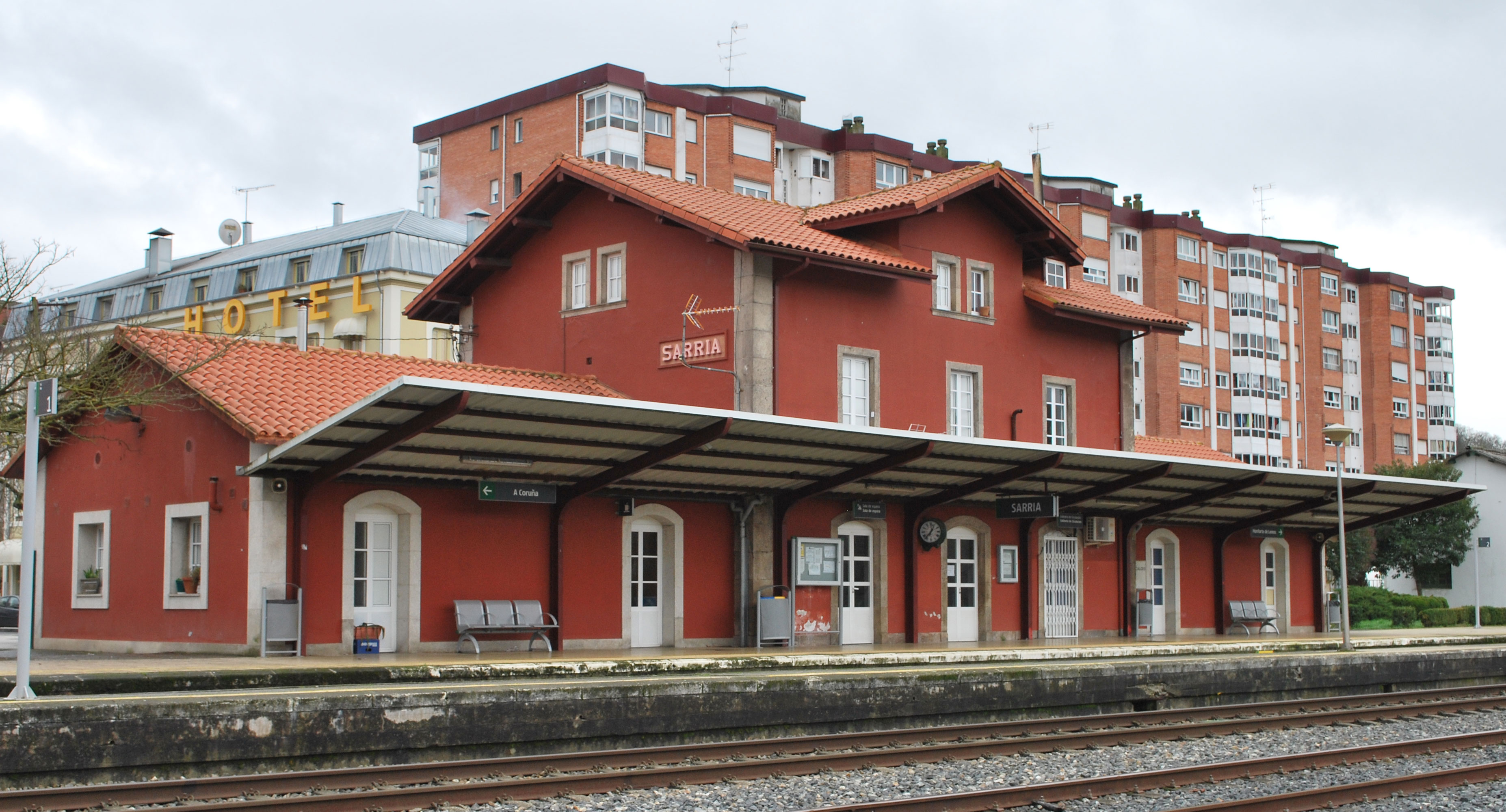
Estación de Sarria. 27-01-2014.
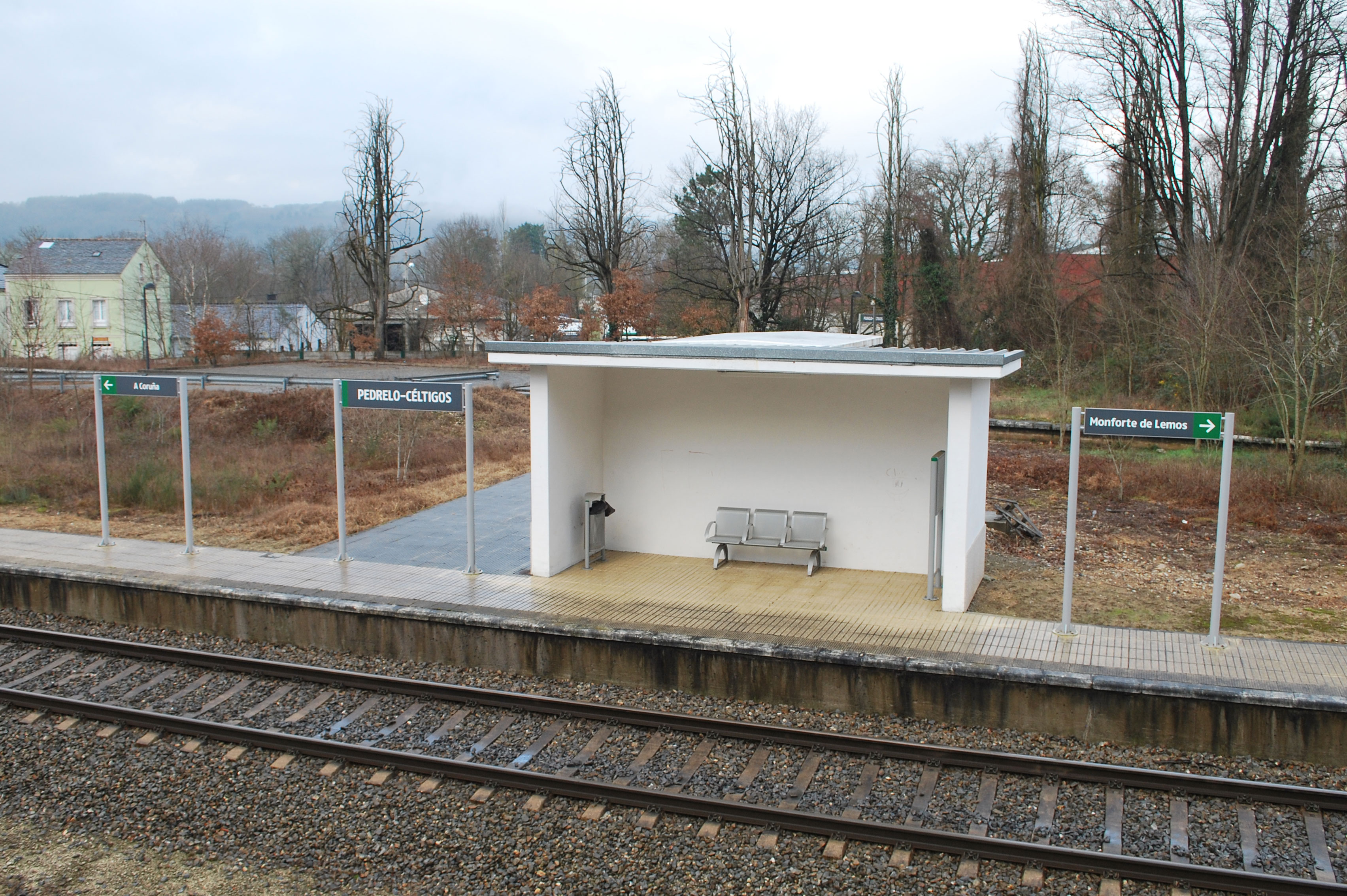
Estación de Pedrelo-Céltigos. 27-01-2014.
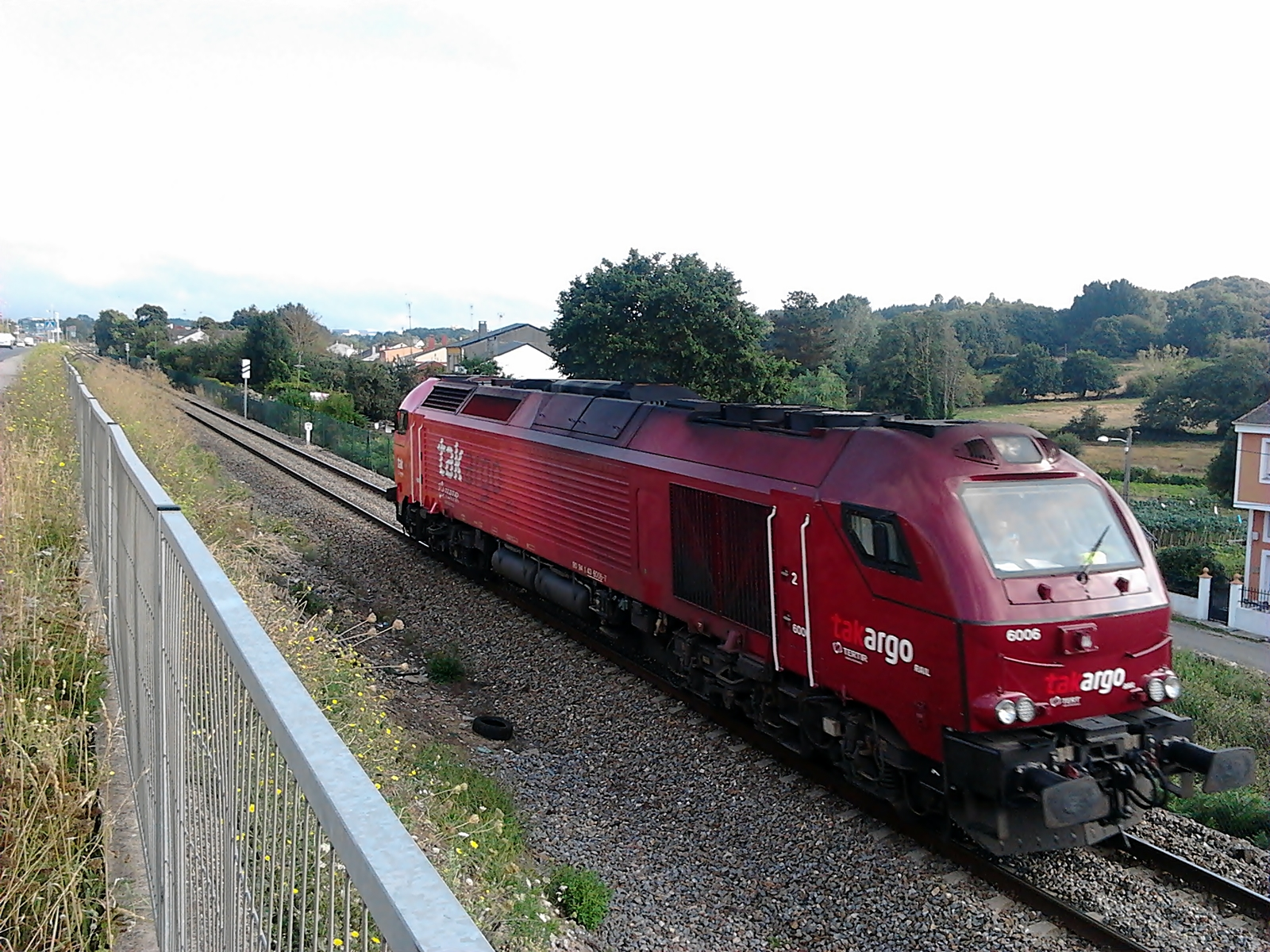
6006 sorozatú (Euro 4000) dízel-villamos mozdony Lugo-ban. 2012-08-22.
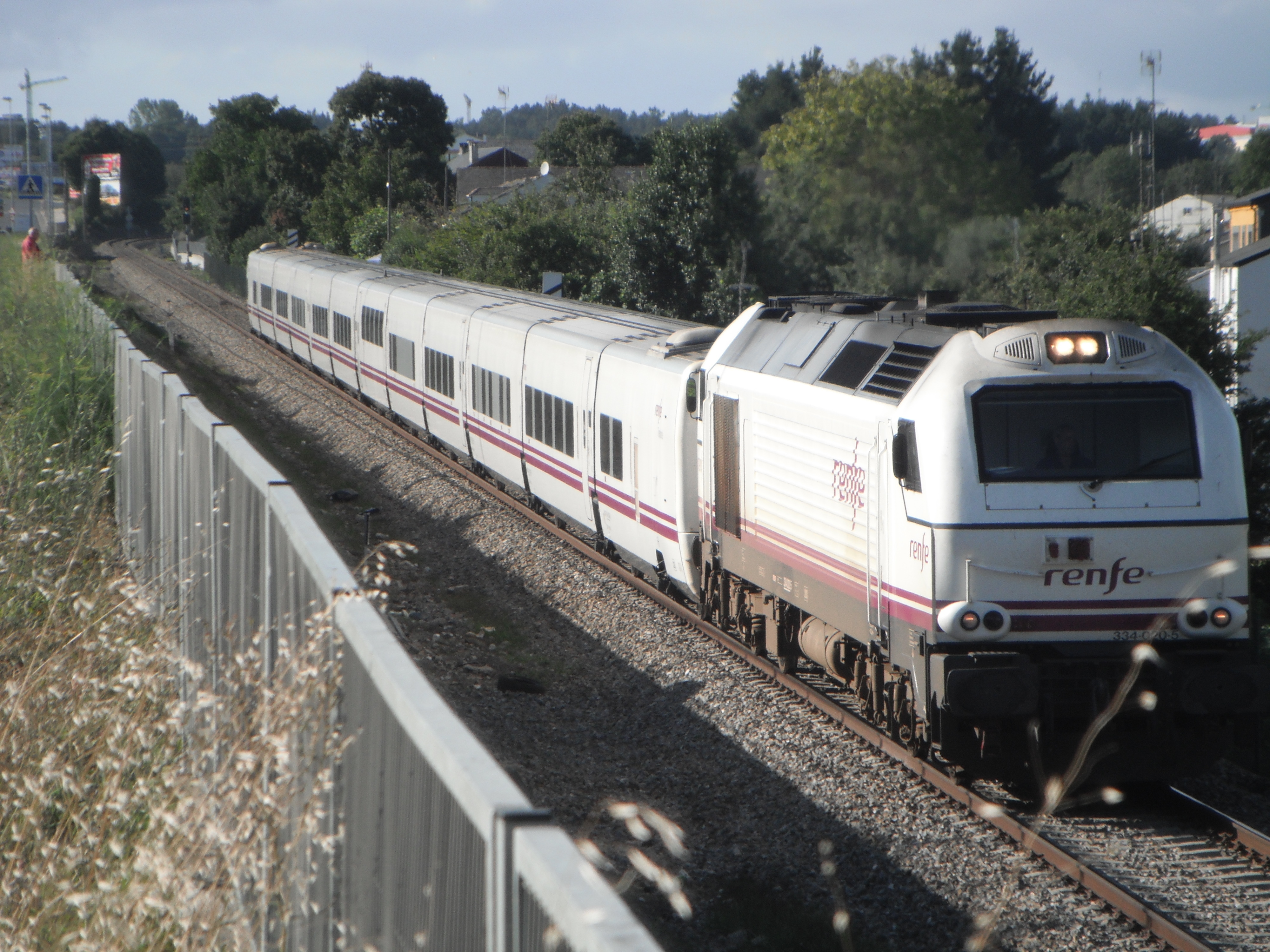
Talgo llegando a Lugo, con la dízel-villamos mozdony 334.020 de Renfe Operadora. 19-07-2011.
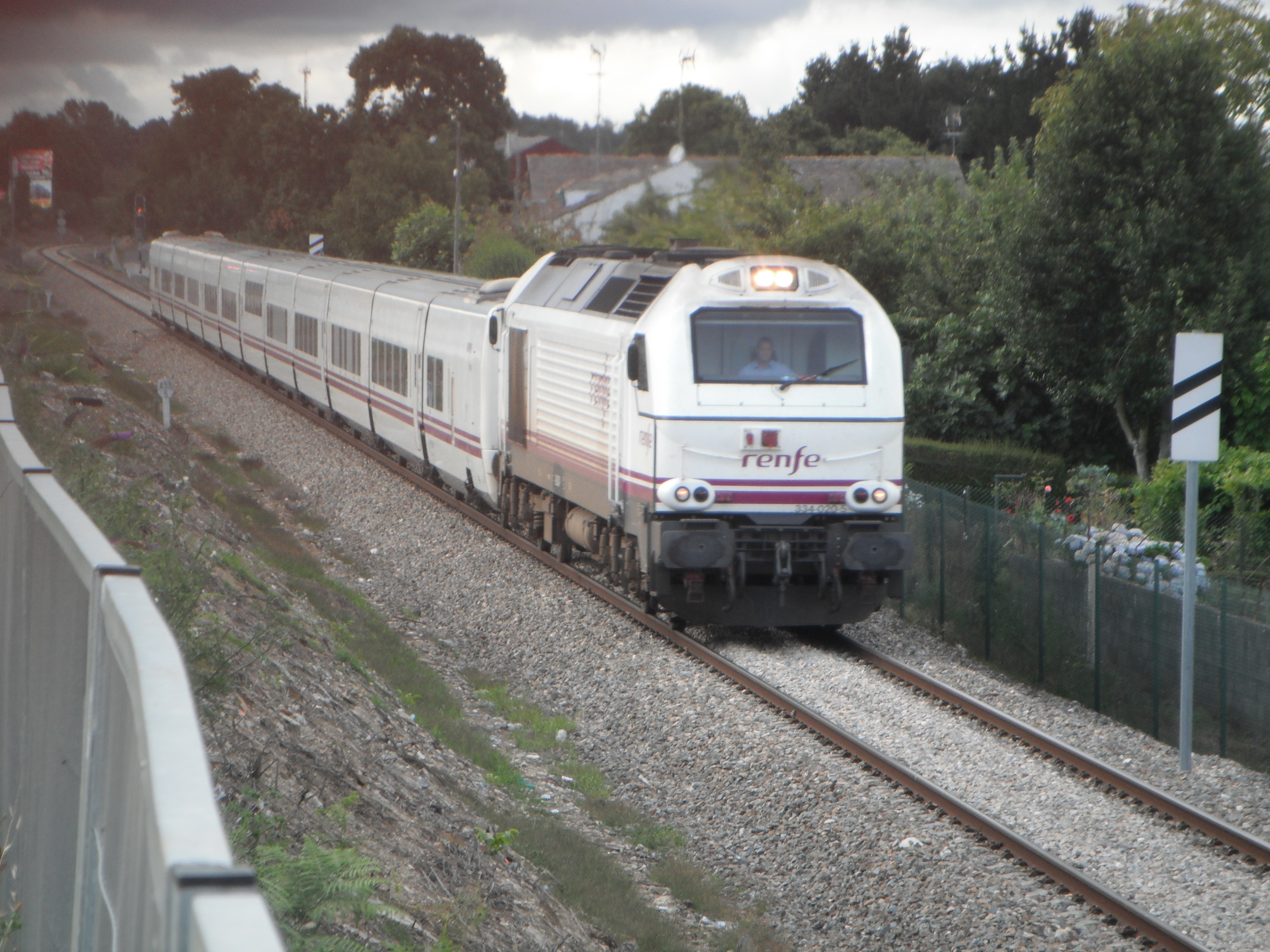
Talgo llegando a Lugo, con la dízel-villamos mozdony 334.020 de Renfe Operadora. 24-07-2011.
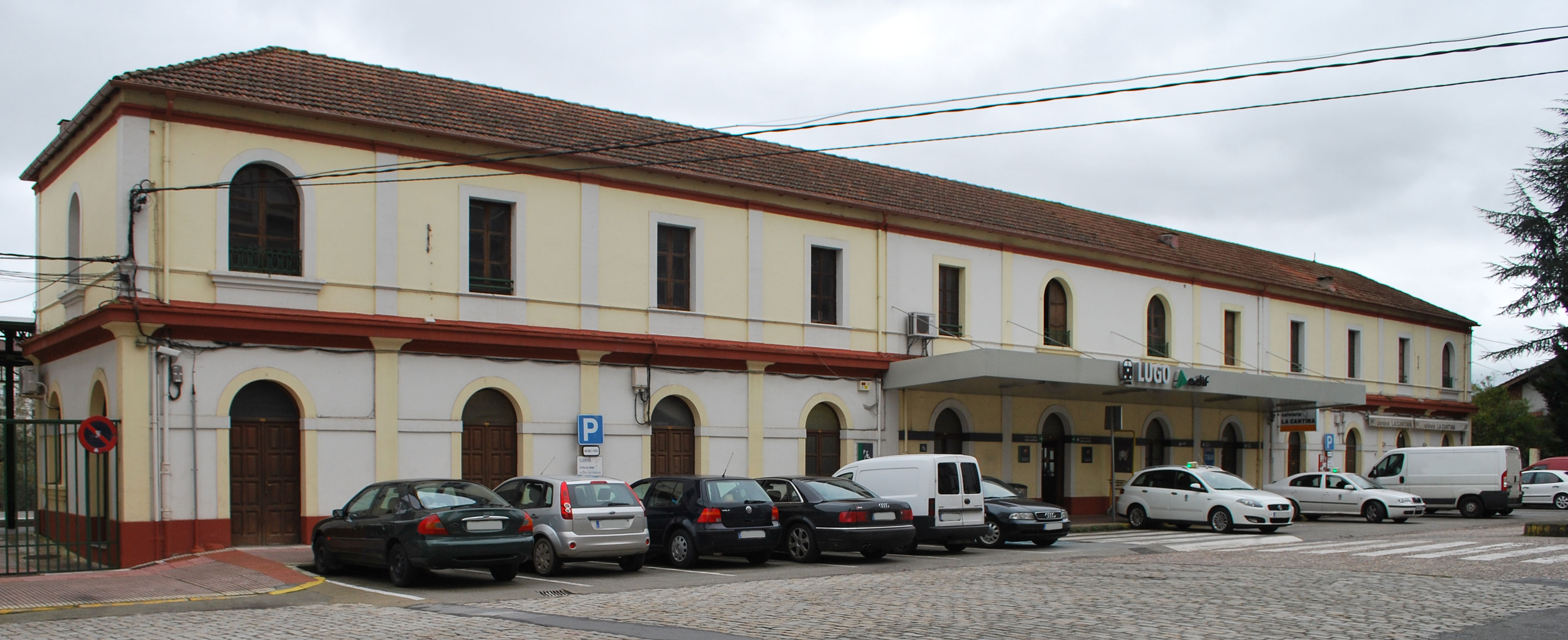
Estación de Lugo. 26-01-2014.
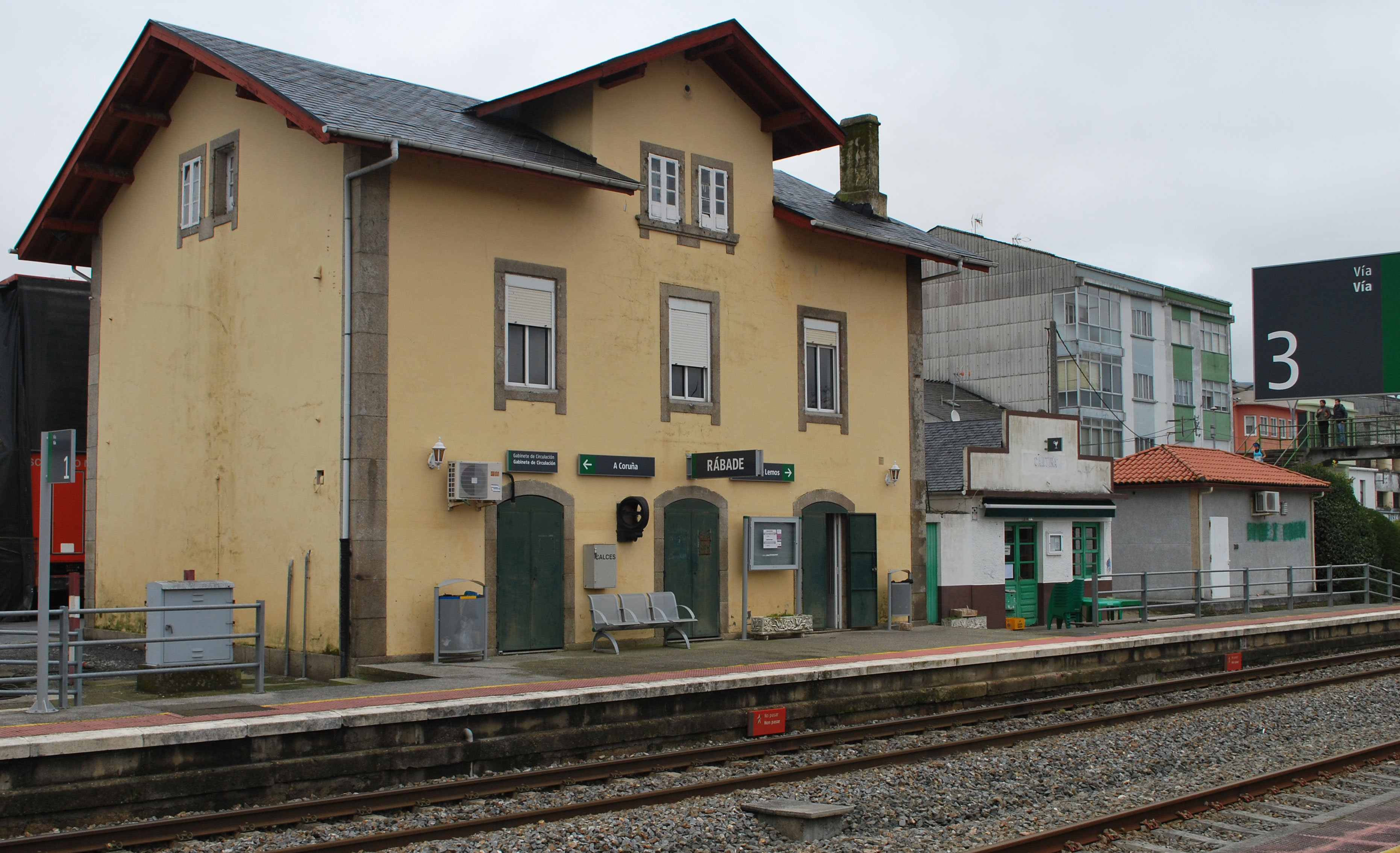
Estación de Rábade. 27-01-2014.
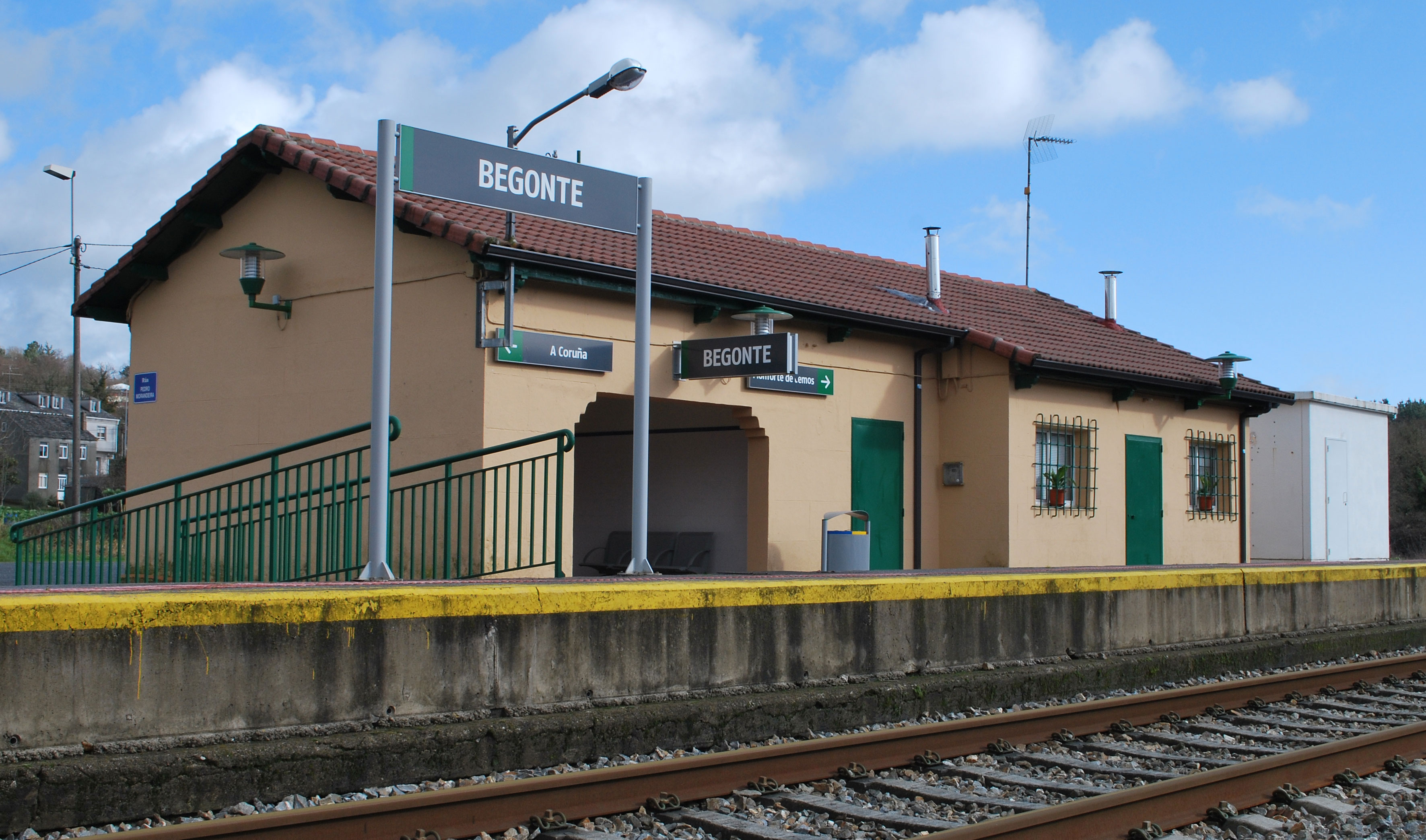
Estación de Begonte. 02-02-2014.
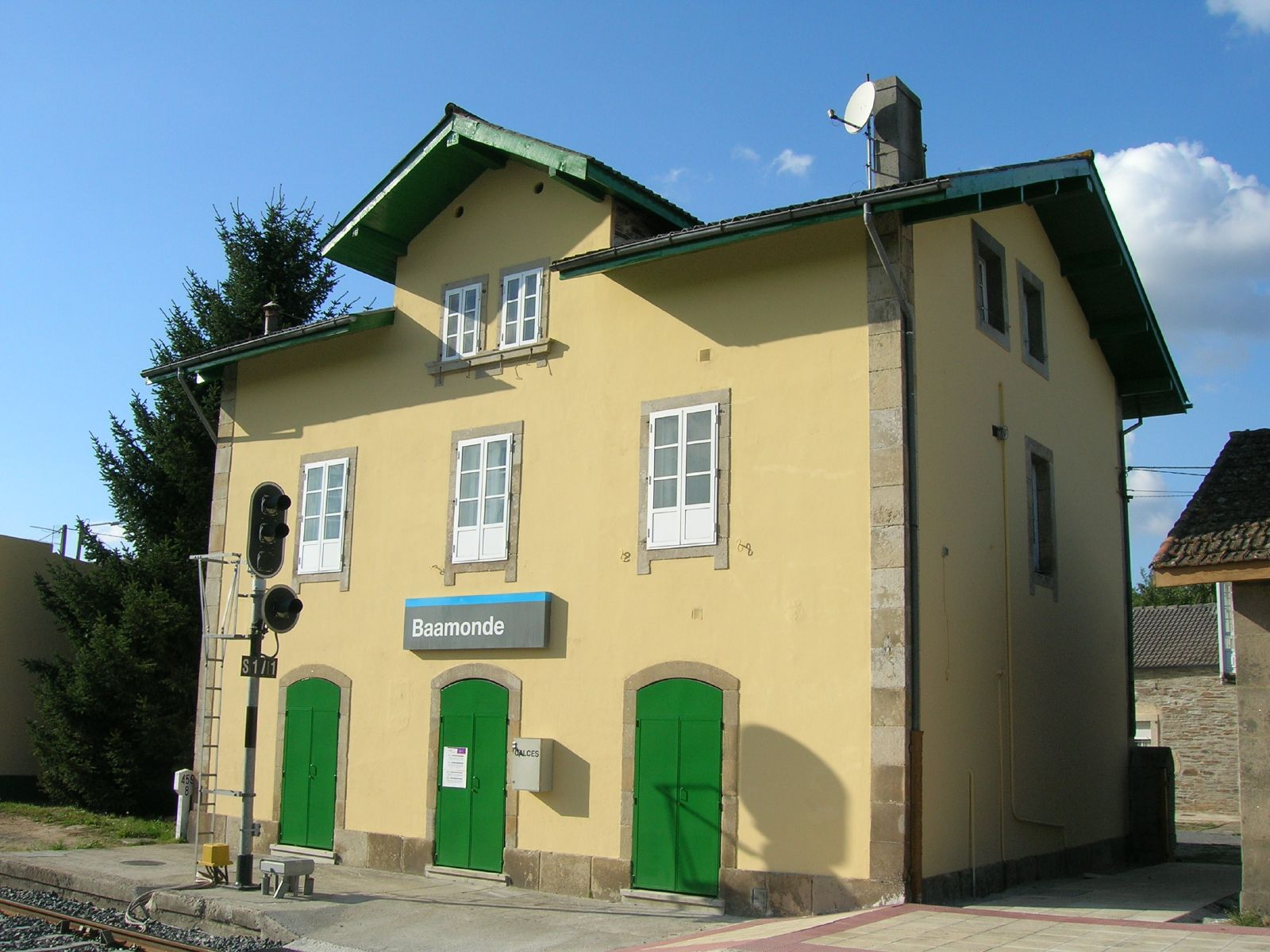
Estación de Baamonde. 12-09-2006.
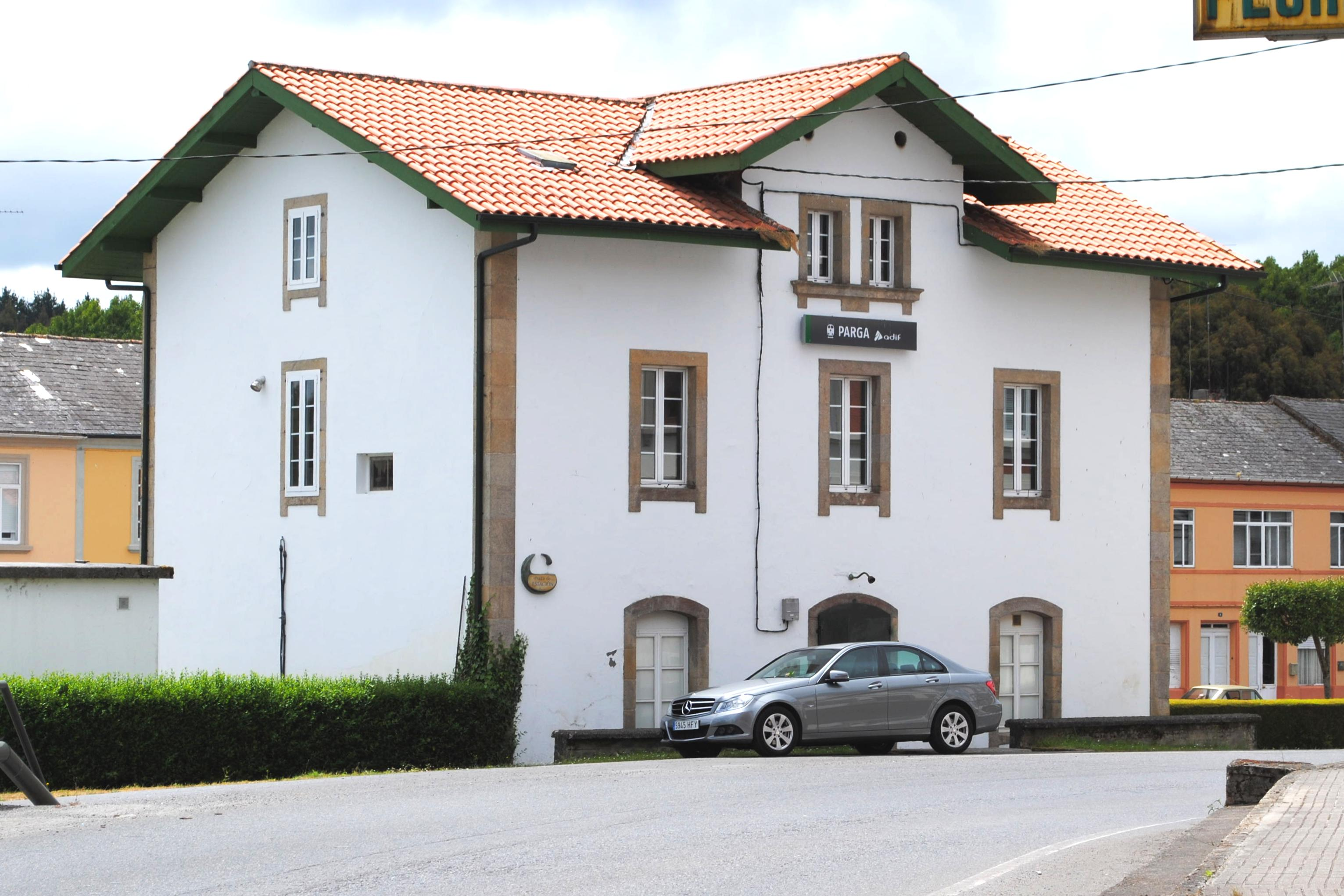
Estación de Parga. 03-07-2013.
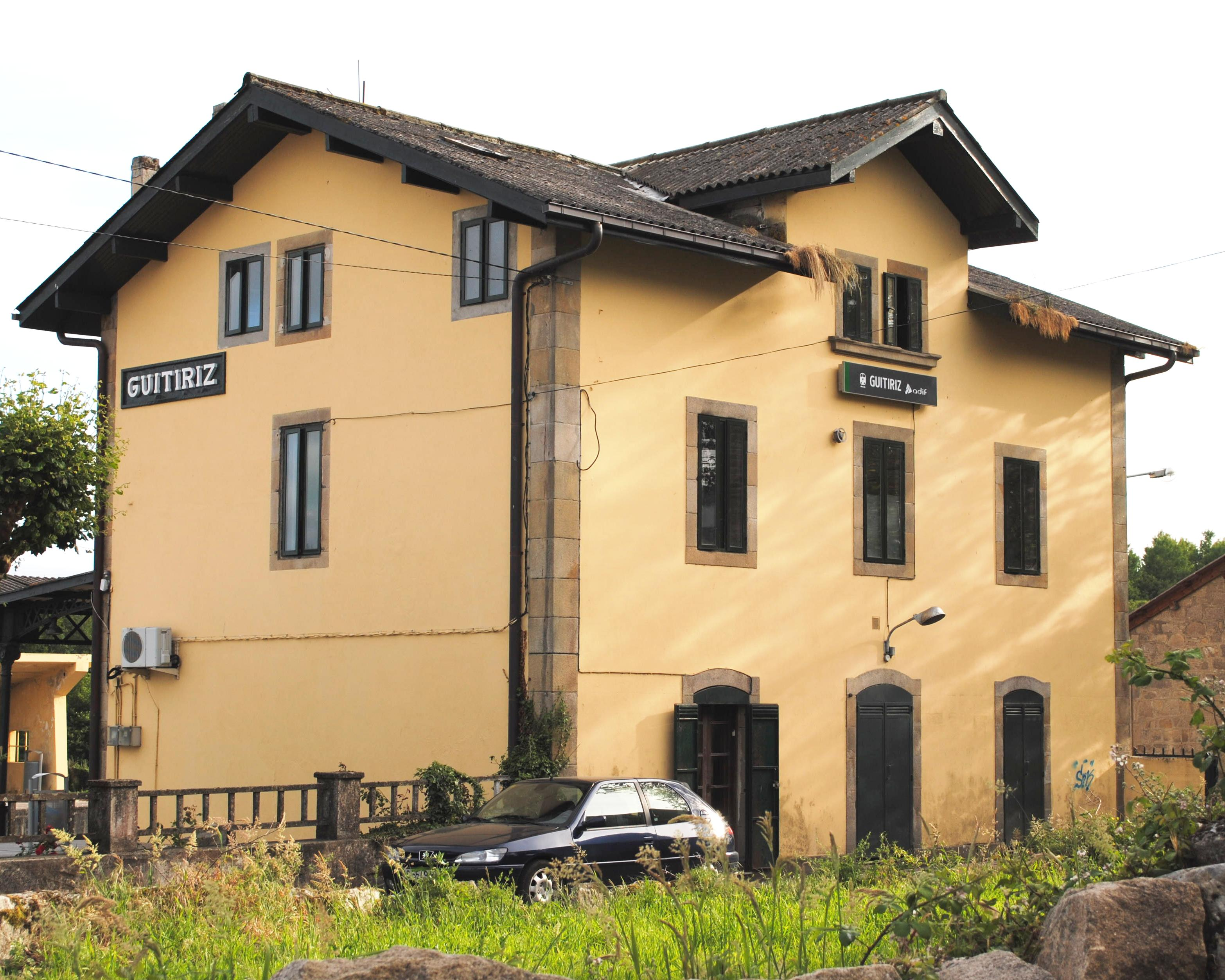
Estación de Guitiriz. 02-07-2013.
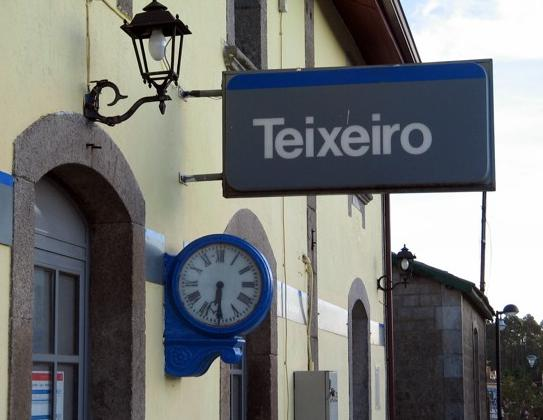
Estación de Teixeiro. 2004.
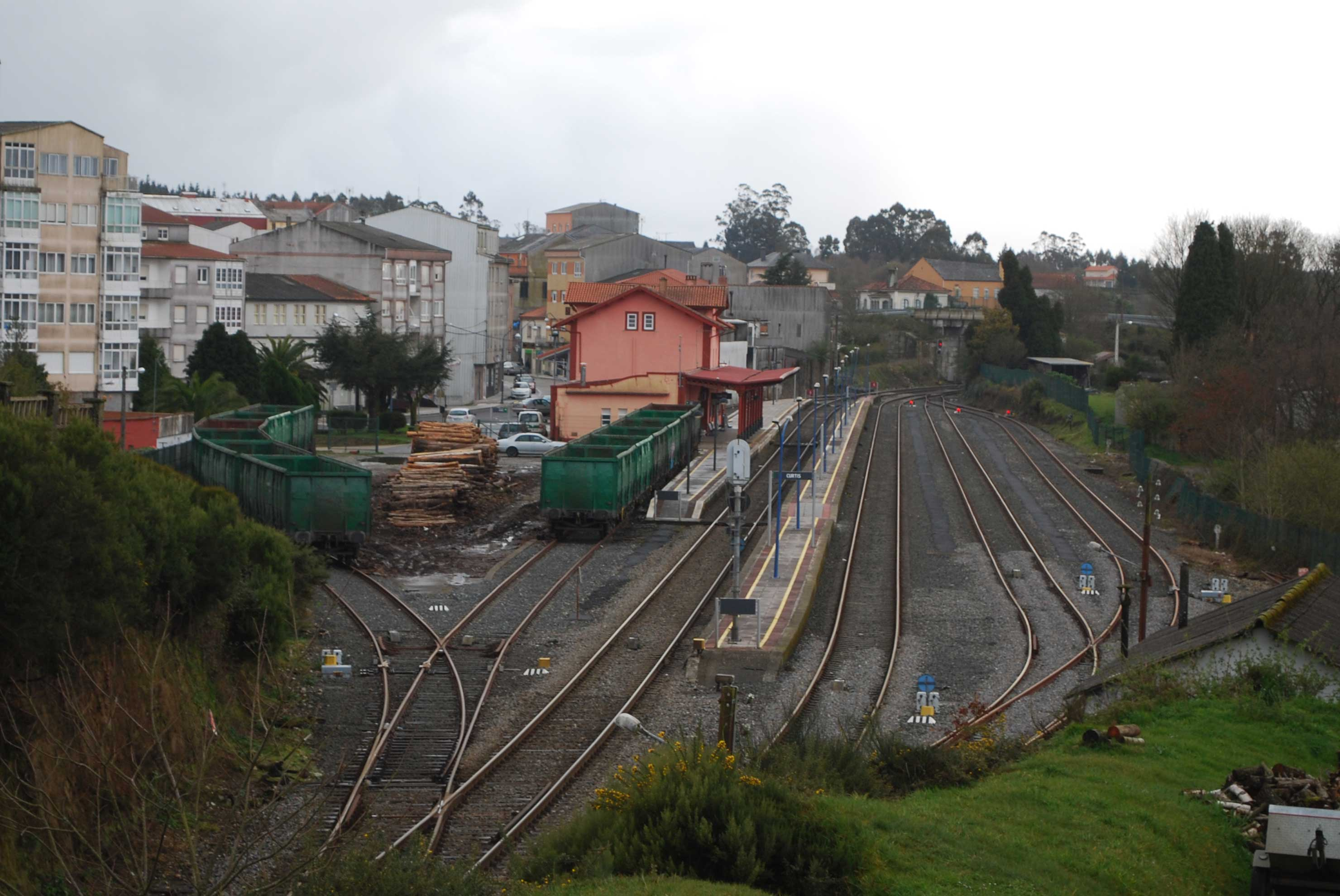
Estación de Curtis. 07-08-2013.
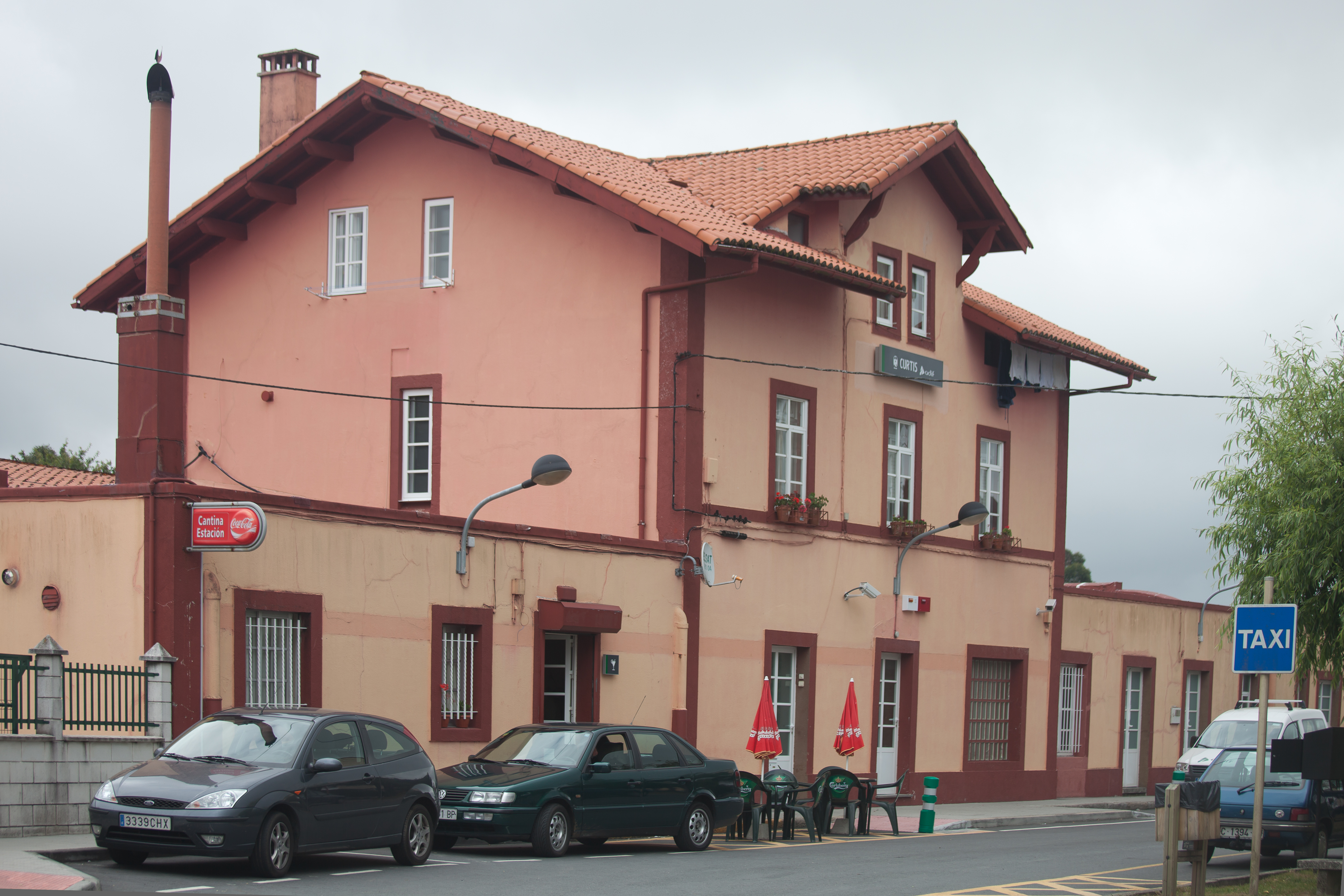
Estación de Curtis. 12-08-2010.
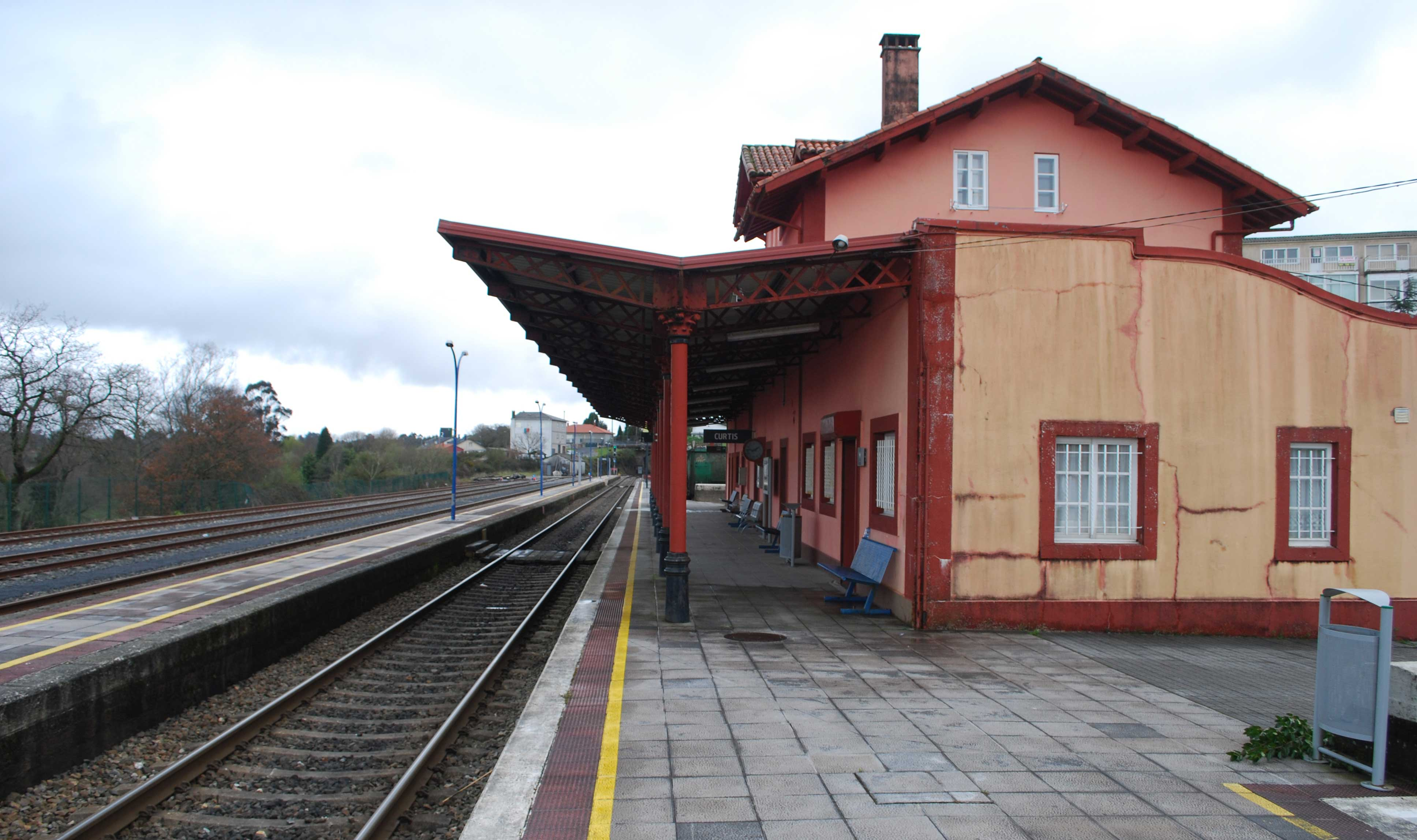
Estación de Curtis. 01-04-2013.
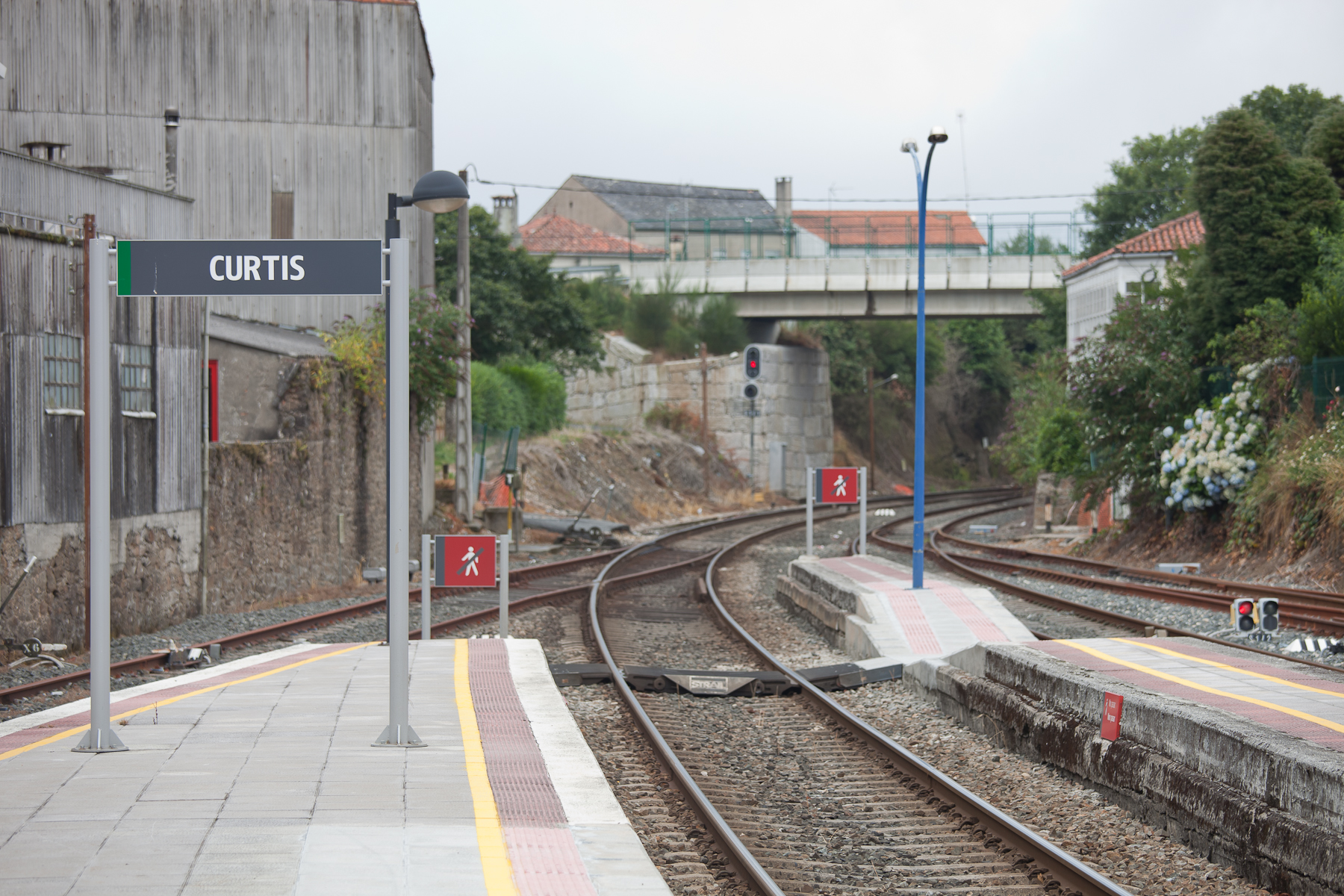
Estación de Curtis. 01-04-2013.
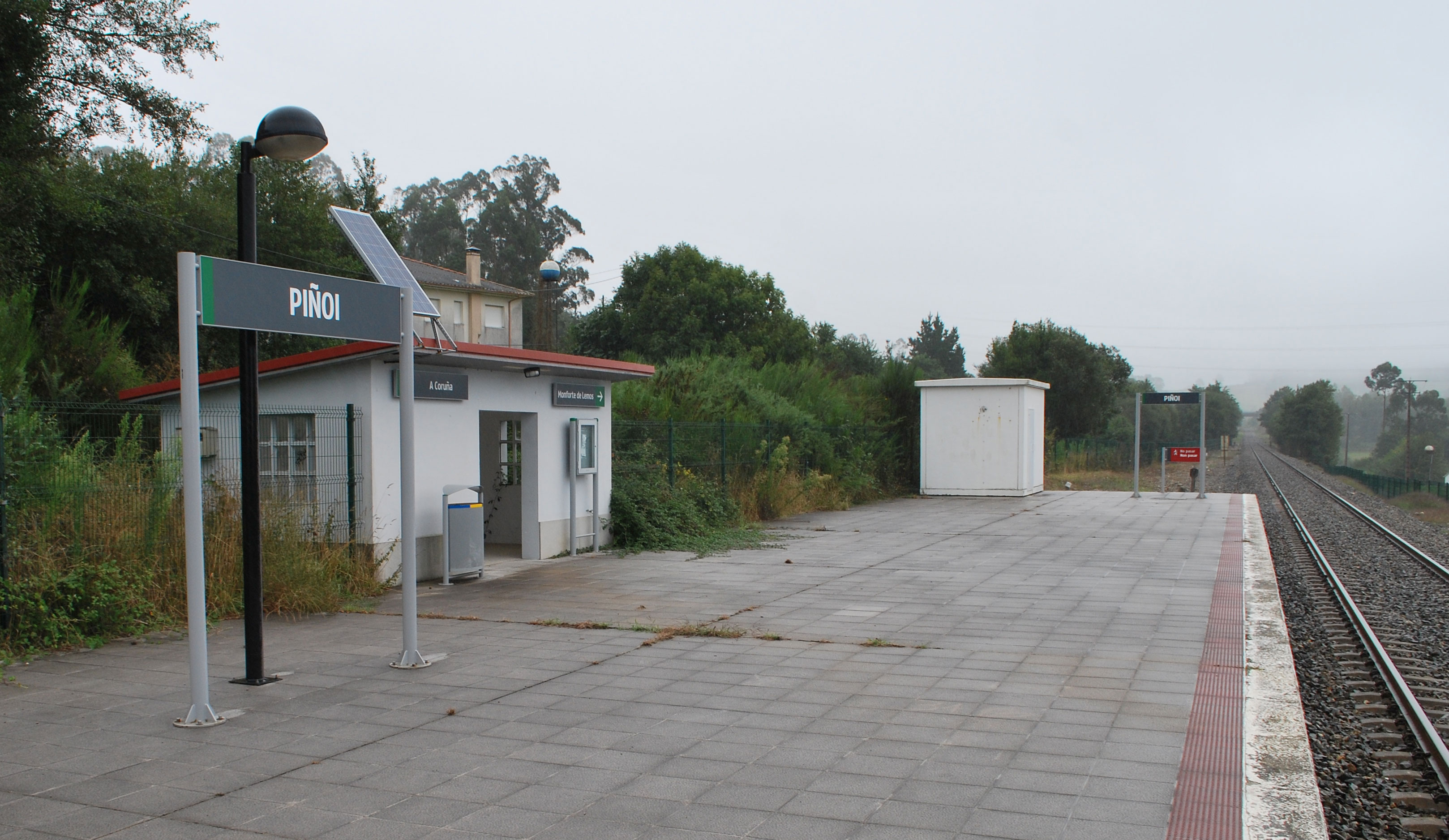
Estación de Piñoi. 16-09-2013.
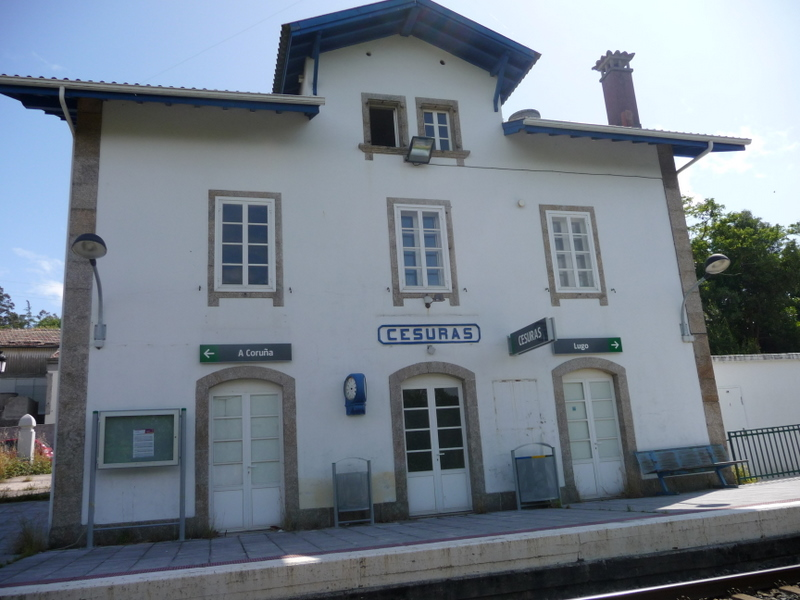
Estación de Cesuras. 14-07-2009.
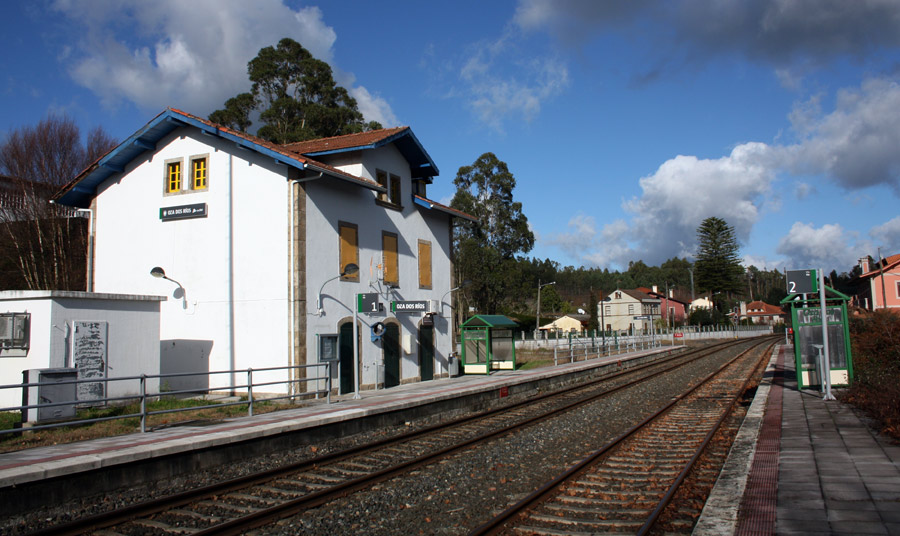
Estacion de Oza dos Rios. 27-02-2013.
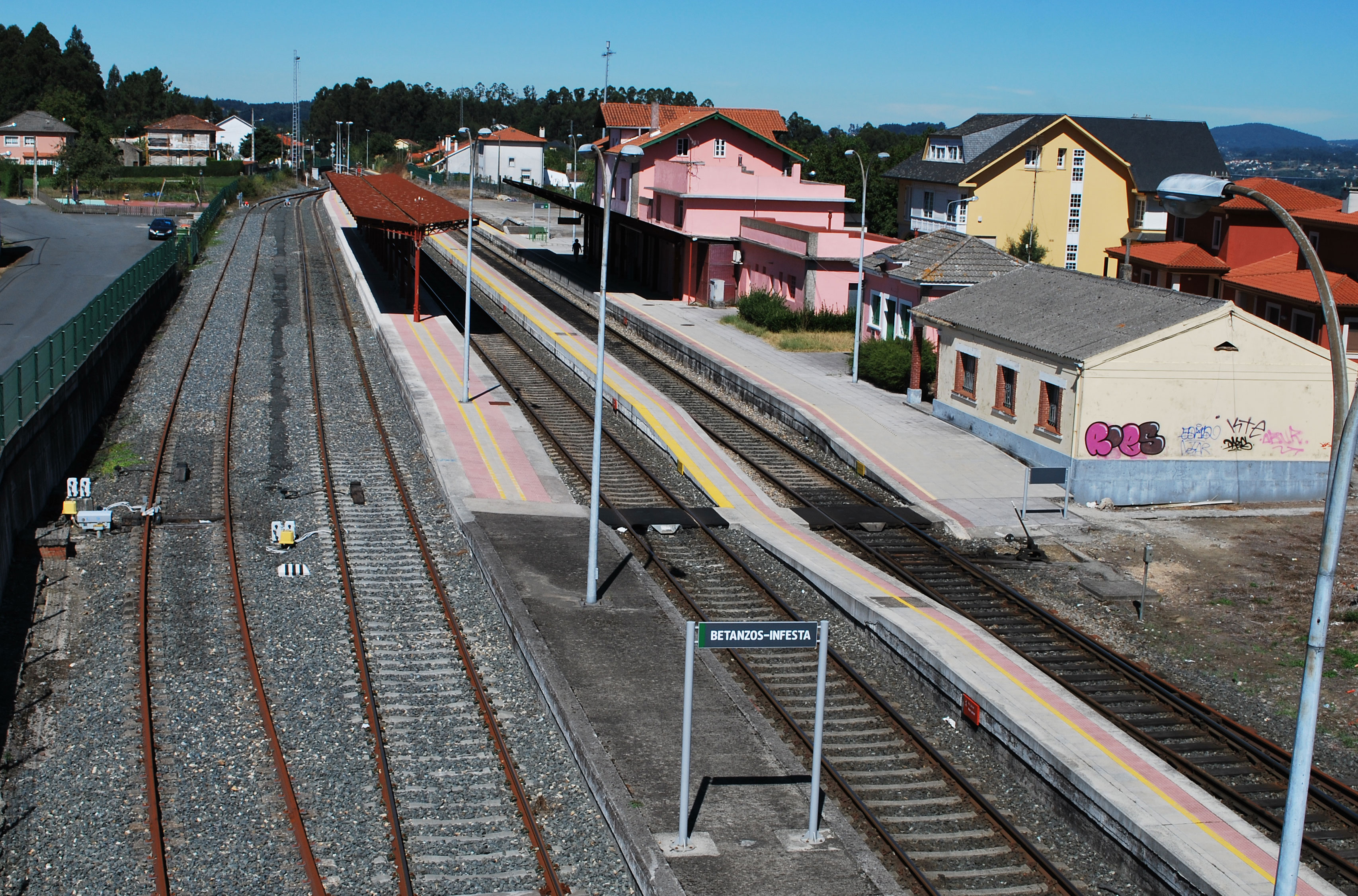
Estación de Betanzos-Infesta. 16-09-2013.
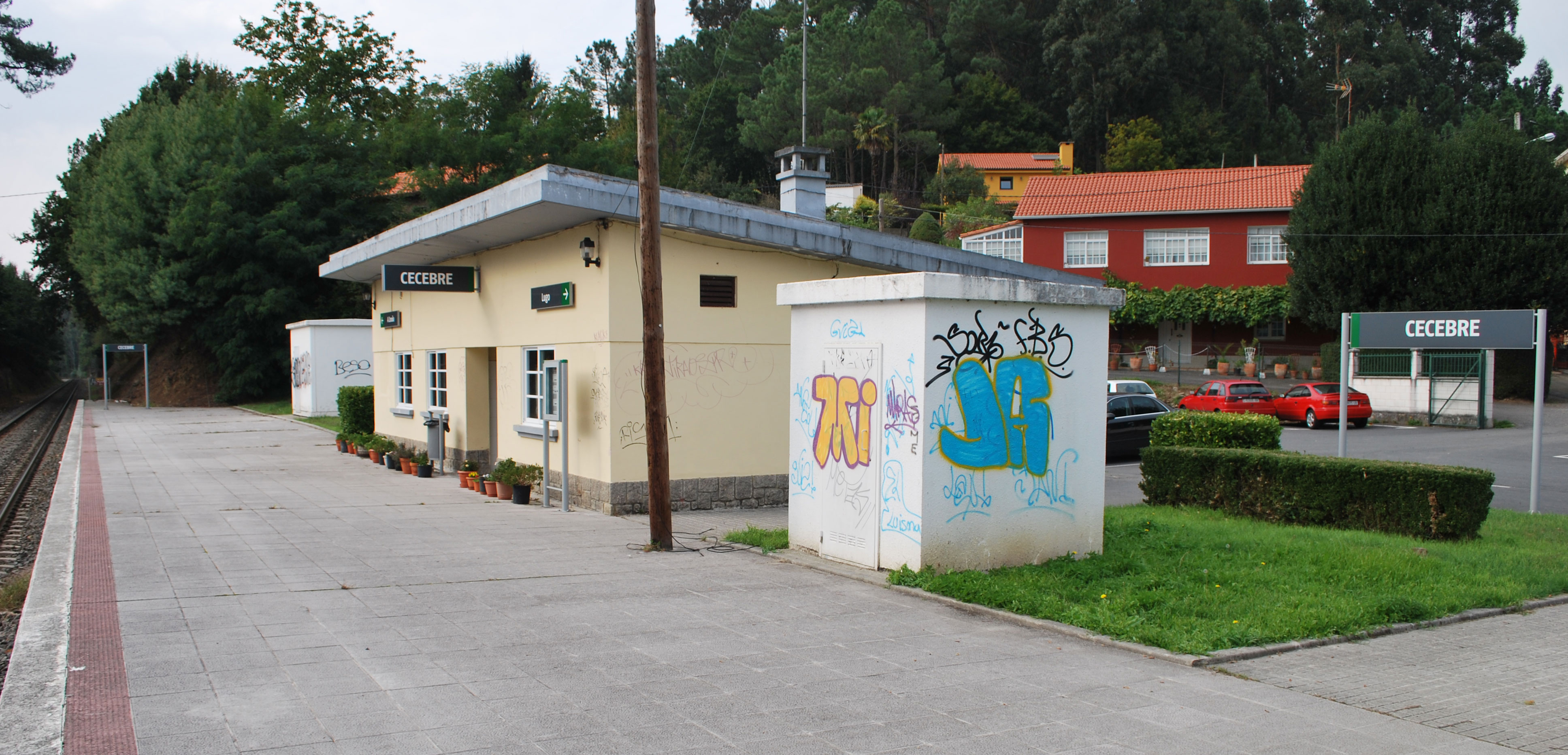
Estación de Cecebre. 12-010-2013.
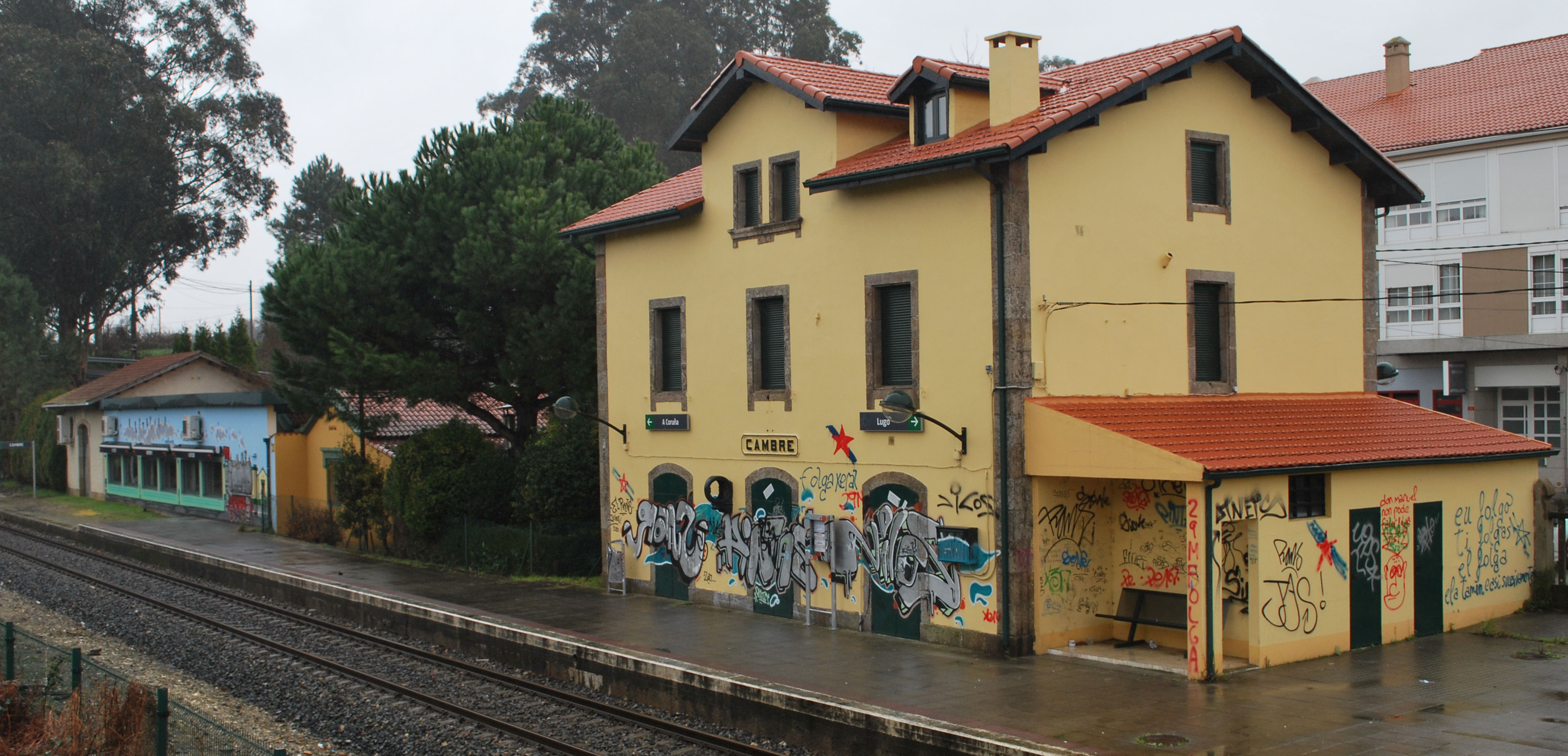
Estación de Cambre. 26-01-2014.
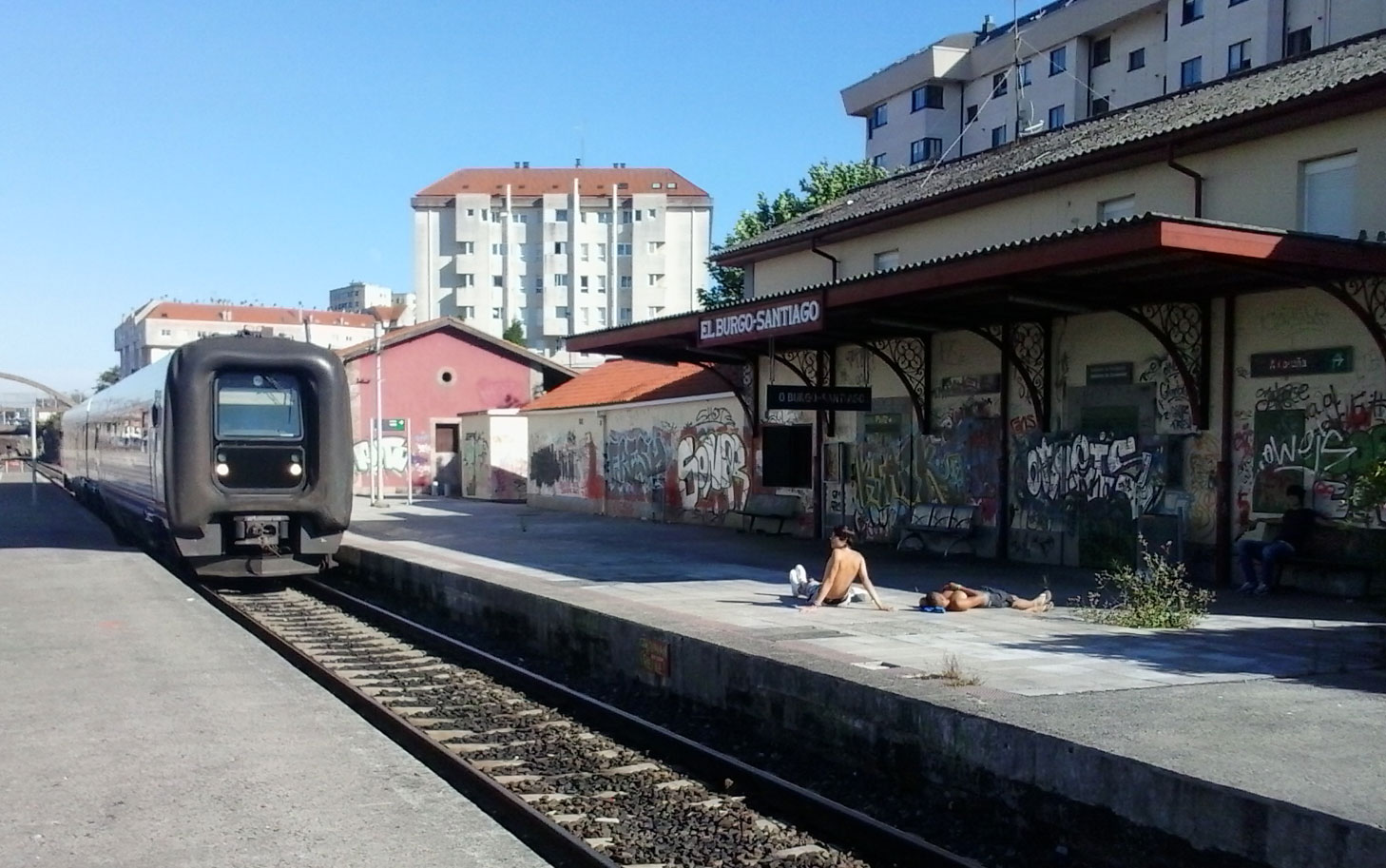
Estación de El Burgo-Santiago. 17-08-2013.
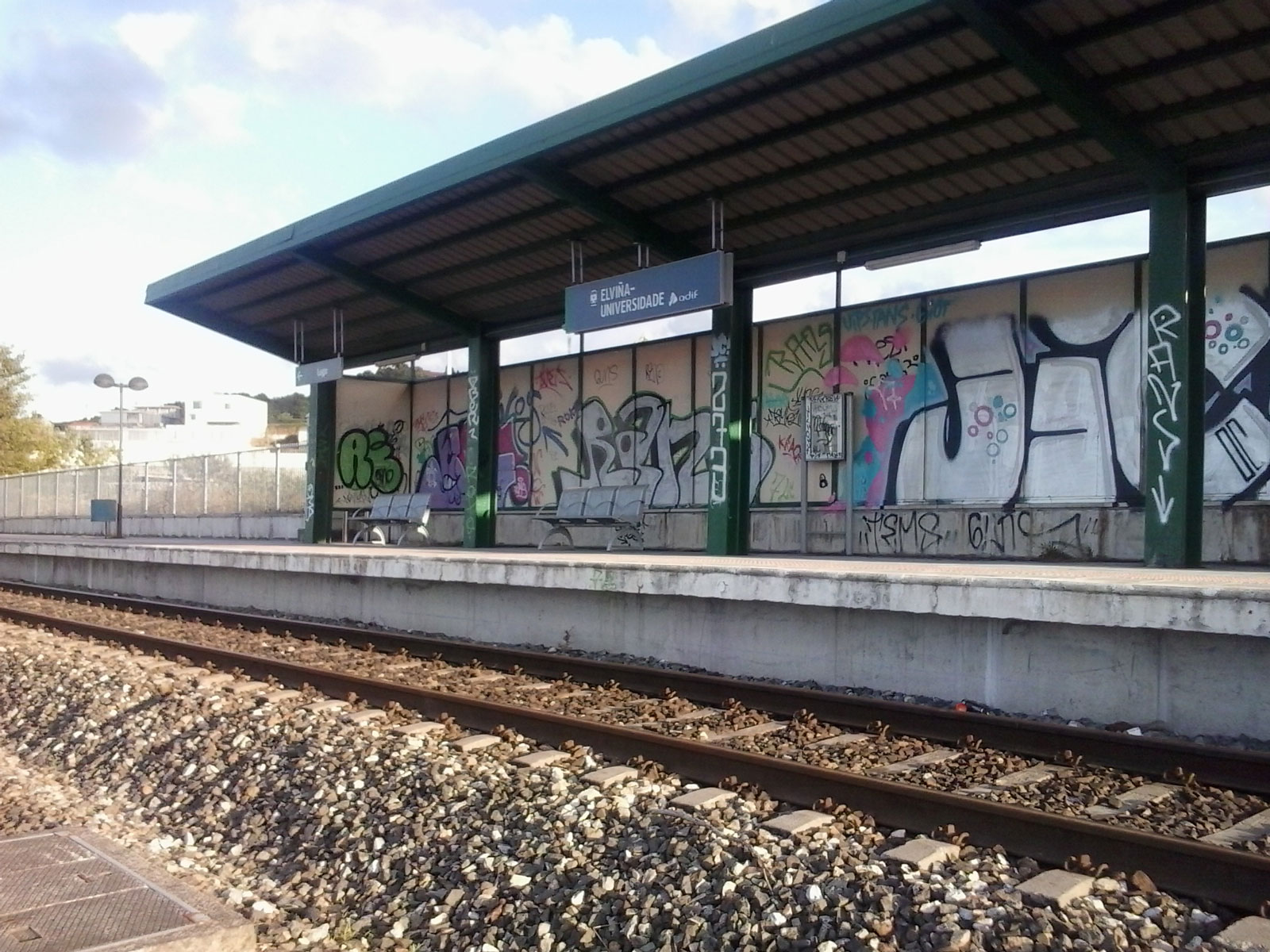
Estación de Elviña-Universidad. 06-08-2013.
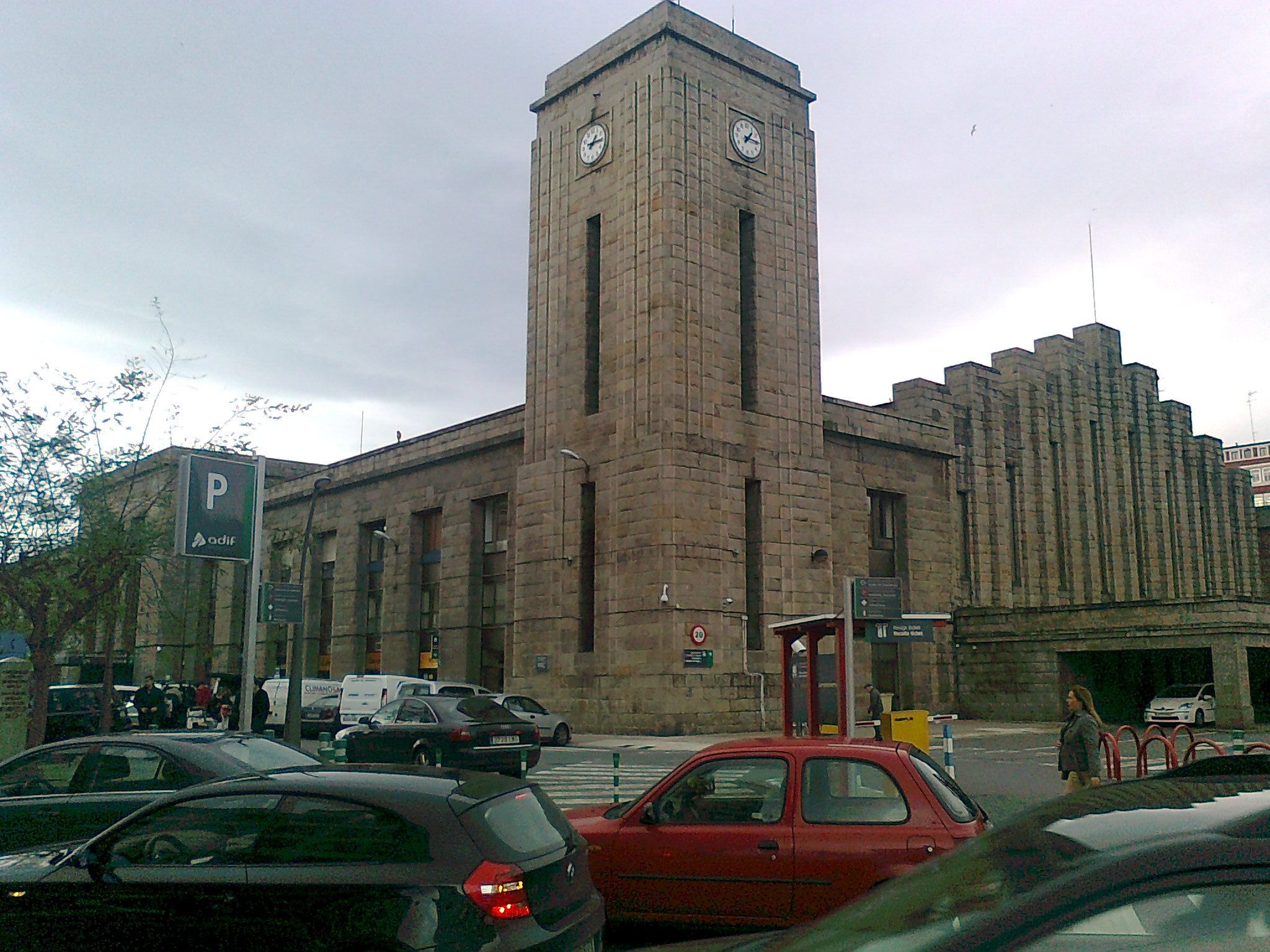
Estación de La Coruña. 19-02-2011.
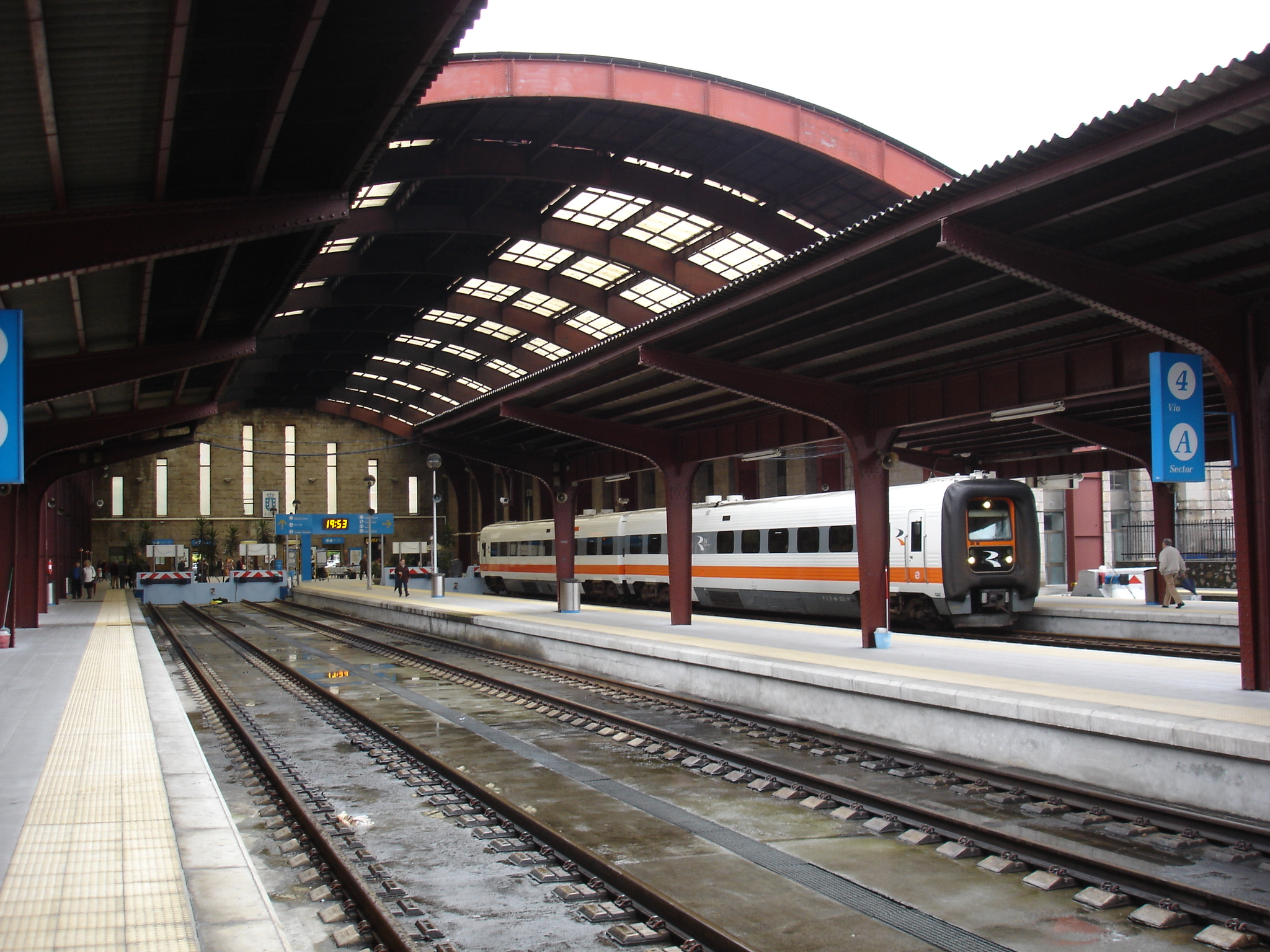
Estación de La Coruña. 27-02-2013.
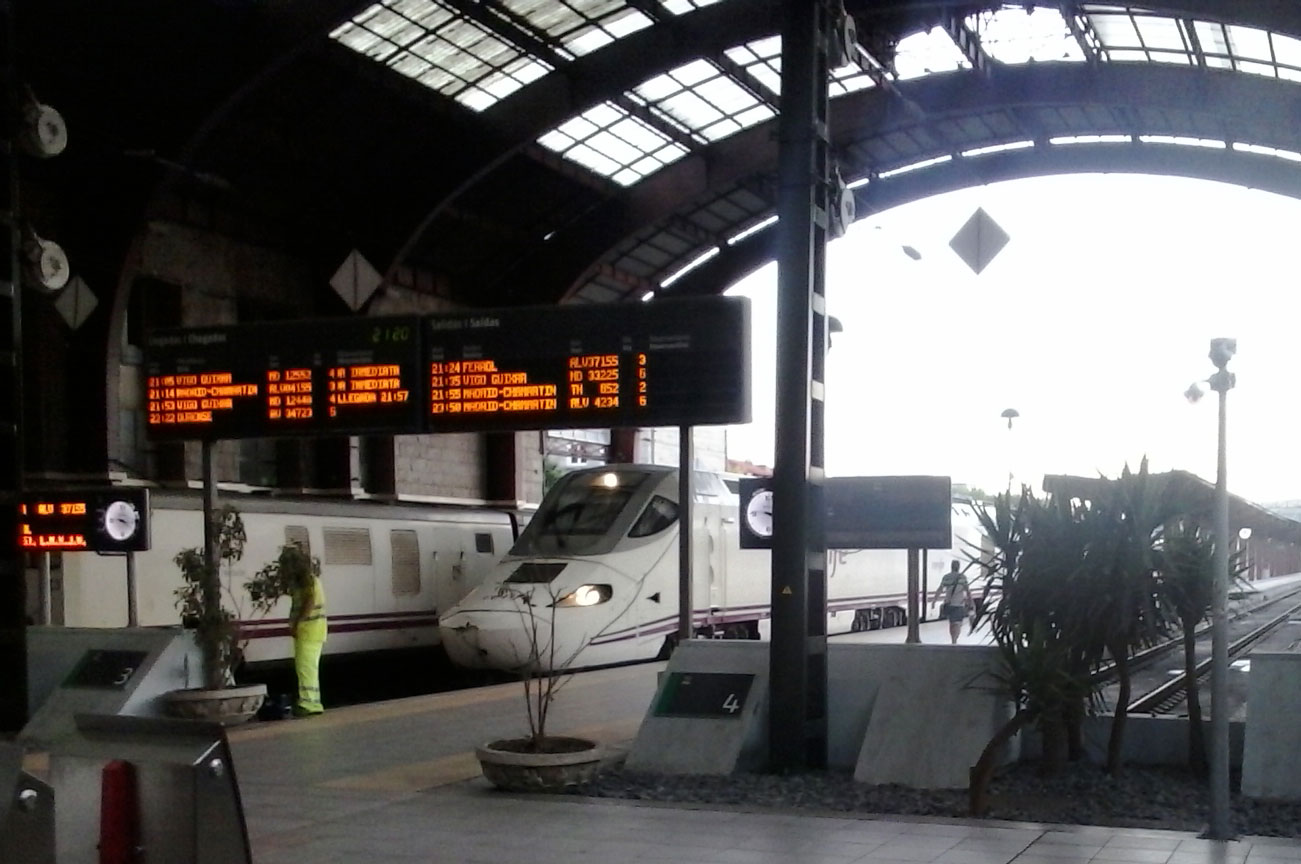
Estación de La Coruña. 15-08-2013.
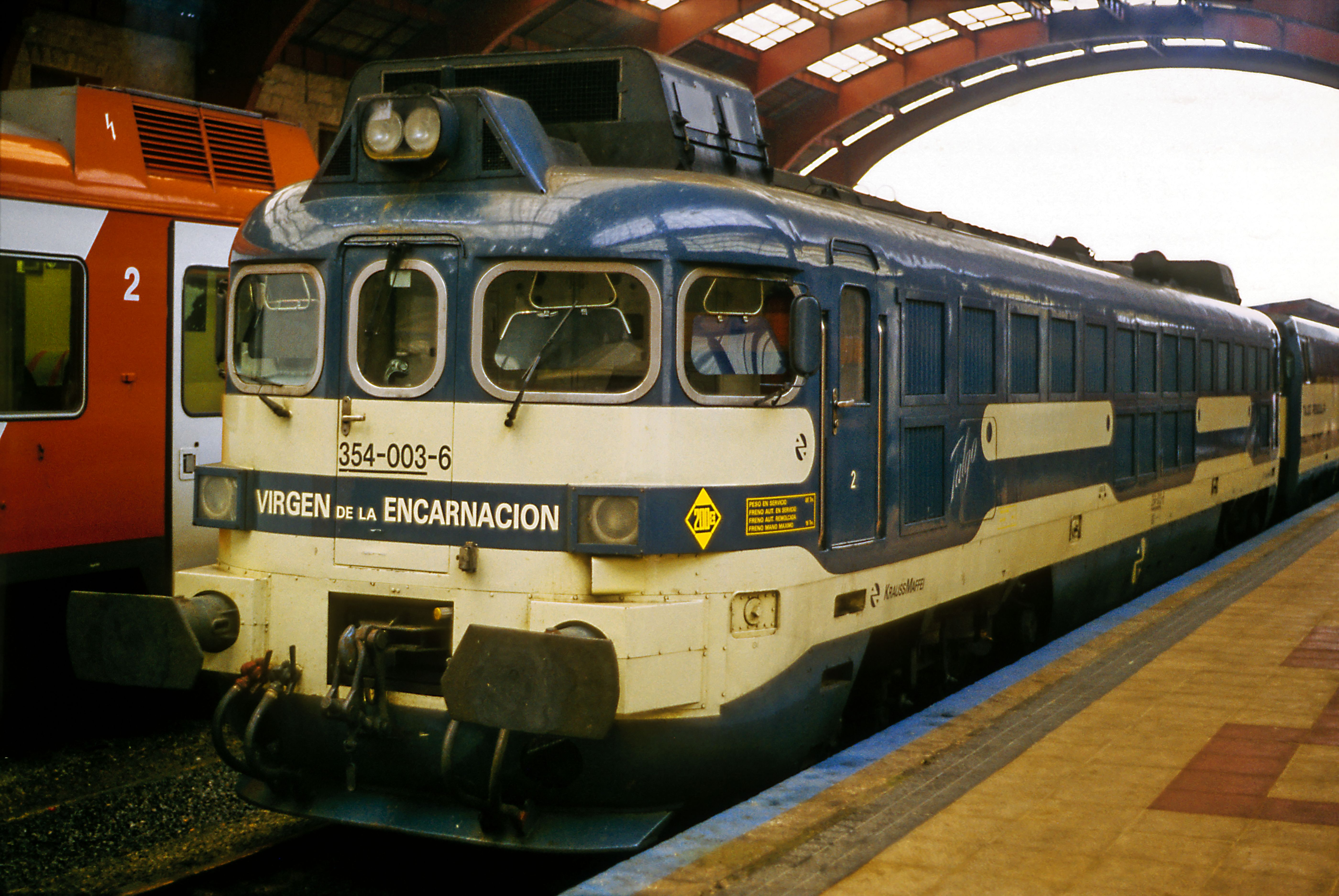
Estación de La Coruña. 22-10-1994.